# Seconde guerre séminole
Pour les articles homonymes, voir Guerres séminoles.
Vous lisez un « bon article » labellisé en 2008.
Batailles
- Massacre de Dade
- Withlacoochee
- Wahoo Swamp
- Hatchee-Lustee
- Lac Okeechobee
- Caloosahatchee

La seconde guerre séminole, également connue sous le nom de guerre de Floride (en anglais : Second Seminole War ou Florida War), est un conflit qui se déroula de 1835 à 1842 en Floride entre divers groupes d'Amérindiens et d'esclaves marrons, connus sous le nom générique de Séminoles, et les États-Unis. Elle fait partie d'une série de conflits appelés les guerres séminoles. La seconde guerre séminole, souvent appelée la Guerre séminole, fut la plus coûteuse des guerres indiennes et l'une des plus longues que menèrent les États-Unis. Elle fut aussi l'une des premières guerres de guérilla, préfigurant sans doute ce qu'allait être les guerres de guérilla au XXe siècle.
À l'origine du conflit, les États-Unis firent l'acquisition de la Floride espagnole en 1819 (traité d'Adams-Onís) et la colonisation de ce nouveau territoire souleva encore une fois le problème des Indiens de Floride, déjà combattus lors de la première guerre séminole. Par le traité de Moultrie Creek, les Séminoles obtinrent tout de même le droit de s'établir dans une réserve au centre de l'État, jusqu'à ce qu'Andrew Jackson, héros des guerres indiennes, devienne le septième président des États-Unis et que le Congrès américain approuve son Indian Removal Act qui prévoyait de résoudre la question indienne par une déportation massive à l'ouest du Mississippi, ce que les Séminoles refusèrent.
La guerre s'enlisa malgré les importants moyens que les États-Unis lui consacrèrent, la construction de forts, le déploiement de près de 10 000 soldats en plus de l'enrôlement de 30 000 miliciens et volontaires. Sans véritable bataille, les affrontements se résumèrent plutôt à des séries d'escarmouches que les Séminoles remportaient le plus souvent, aidés par leur connaissance du terrain et habitués qu'ils étaient au climat subtropical humide de la Floride qui rendit malade et tua de nombreux soldats américains.
Après sept ans, la guerre avait coûté cher et était devenue de plus en plus impopulaire. Beaucoup de Séminoles étaient partis de Floride et les autres obtinrent le droit de demeurer dans une nouvelle réserve, plus au sud de la péninsule, jusqu'à ce que la troisième guerre séminole éclate.

## Contexte

### Traité de Moultrie Creek (1823)

Carte de la Floride pendant la seconde guerre séminole montrant les limites de la réserve Séminole prévue par le traité de Moultrie Creek.

En 1819, les États-Unis achètent la Floride à l'Espagne par le traité d'Adams-Onís et en prennent possession en 1821. Des groupes de diverses tribus du sud-est des États-Unis se sont exilés sur les terres inoccupées de la Floride au siècle précédent, dont les Yamasees, les Yuchis et les Creeks. Parmi eux, les Creeks du bas et les Creek du haut ainsi que les locuteurs hitchitis et muscogees. L'un des groupes de locuteurs hitchitis, les Mikasukis, s'est installé autour du lac Miccosukee près de l'actuel Tallahassee. Un autre groupe de locuteurs hitchitis s'est installé autour de la Alachua Prairie dans l'actuel comté d'Alachua. Les Espagnols de Saint Augustine appelaient les Creeks d'Alachua Cimarrones, qui signifie en gros « sauvages » ou « fuyards » et qui est probablement à l'origine du mot « Seminole ». Ce nom est ensuite donné à d'autres groupes en Floride, même si ces Amérindiens eux-mêmes se désignaient comme membres d'autres tribus. Les autres groupes de Floride, à l'époque des guerres Séminole, comprennent les « Indiens espagnols », ainsi nommés parce qu'on pensait qu'ils descendaient des Calusas et des « Indiens cultivateurs », vivant dans des villages de pêcheurs cubano-espagnols sur les côtes de Floride,,.
Les États-Unis ont déjà combattu les Amérindiens de Floride, alors que le territoire appartenait toujours à l'Espagne, lors de la première guerre séminole. La Floride appartenant maintenant aux États-Unis, les Séminoles posent à nouveau problème au gouvernement américain. En 1823, ce dernier négocie le traité de Moultrie Creek avec les Séminoles, établissant pour eux une réserve au centre de l'État. Six chefs sont cependant autorisés à conserver leurs villages le long du fleuve Apalachicola au nord de la Floride.

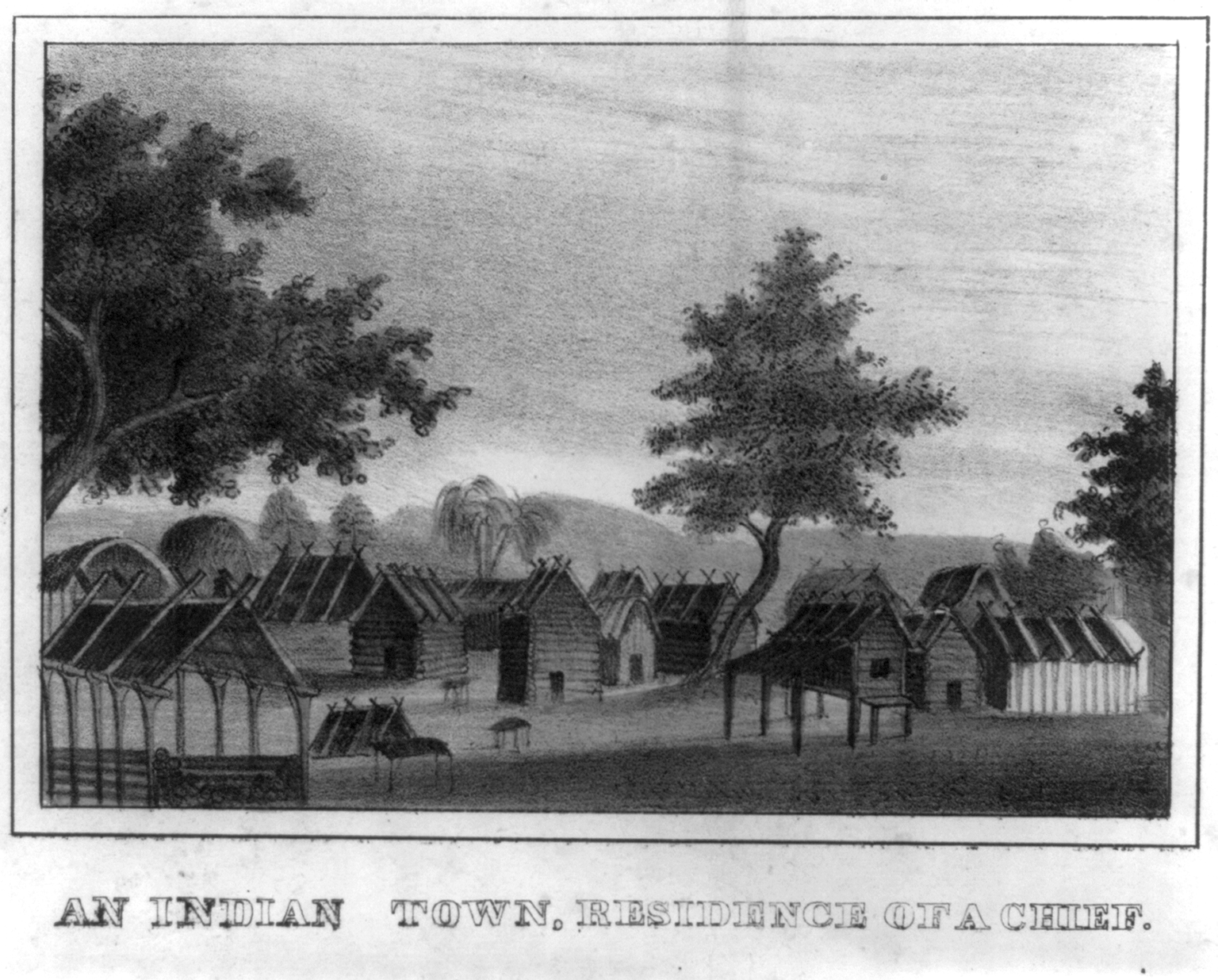
Gravure de 1835 montrant les maisons de bois d'un village séminole avant que n'éclate la seconde guerre séminole.

Malgré quelques escarmouches avec les colons américains, petit à petit, les Séminoles s'installent dans leur réserve. En 1827, Fort King est construit à proximité de l'agence de la réserve, sur un site qui est aujourd'hui la ville d'Ocala, et en ce début d'année, l'armée rapporte que les Séminoles ont intégré la réserve et que la Floride vit en paix. Cette paix va durer cinq années durant lesquelles, à maintes reprises, il est demandé que les Séminoles soient déplacés à l'ouest du Mississippi. Les Séminoles se sont opposés à toutes ces demandes de déplacement et en particulier à la suggestion qu'ils rejoignent leur peuple d'origine, les Creeks. La plupart des colons américains voient alors les Séminoles comme étant simplement des Creeks ayant récemment immigrés en Floride, alors que les Séminoles revendiquent la Floride comme leur patrie, et nient toute connexion avec les Creeks.
De plus, le statut des esclaves en fuite est un thème récurrent de brouille entre les Séminoles et les colons. Les Séminoles et les chasseurs d'esclaves se disputent la propriété de ceux-ci. La création de nouvelles plantations en Floride accroît parallèlement le nombre des esclaves qui s'enfuient chez les Séminoles. Inquiet de la possibilité d'un soulèvement indien et aussi d'une révolte d'esclaves, le gouverneur Duval requiert la présence de plus de troupes fédérales en Floride, mais au contraire, Fort King est fermé en 1828. Les Séminoles, à court de nourriture et trouvant que le gibier est de plus en plus rare sur le territoire de la réserve, se risquent fréquemment hors de celle-ci. C'est également en 1828, qu'Andrew Jackson, un vieil ennemi des Amérindiens qu'il a vaincu au cours de la guerre Creek, est élu président des États-Unis. En 1830, le Congrès vote l'Indian Removal Act qui prévoit de résoudre tout problème avec les Séminoles en les déplaçant à l'ouest du Mississippi.

### Traité de Payne's Landing (1832)

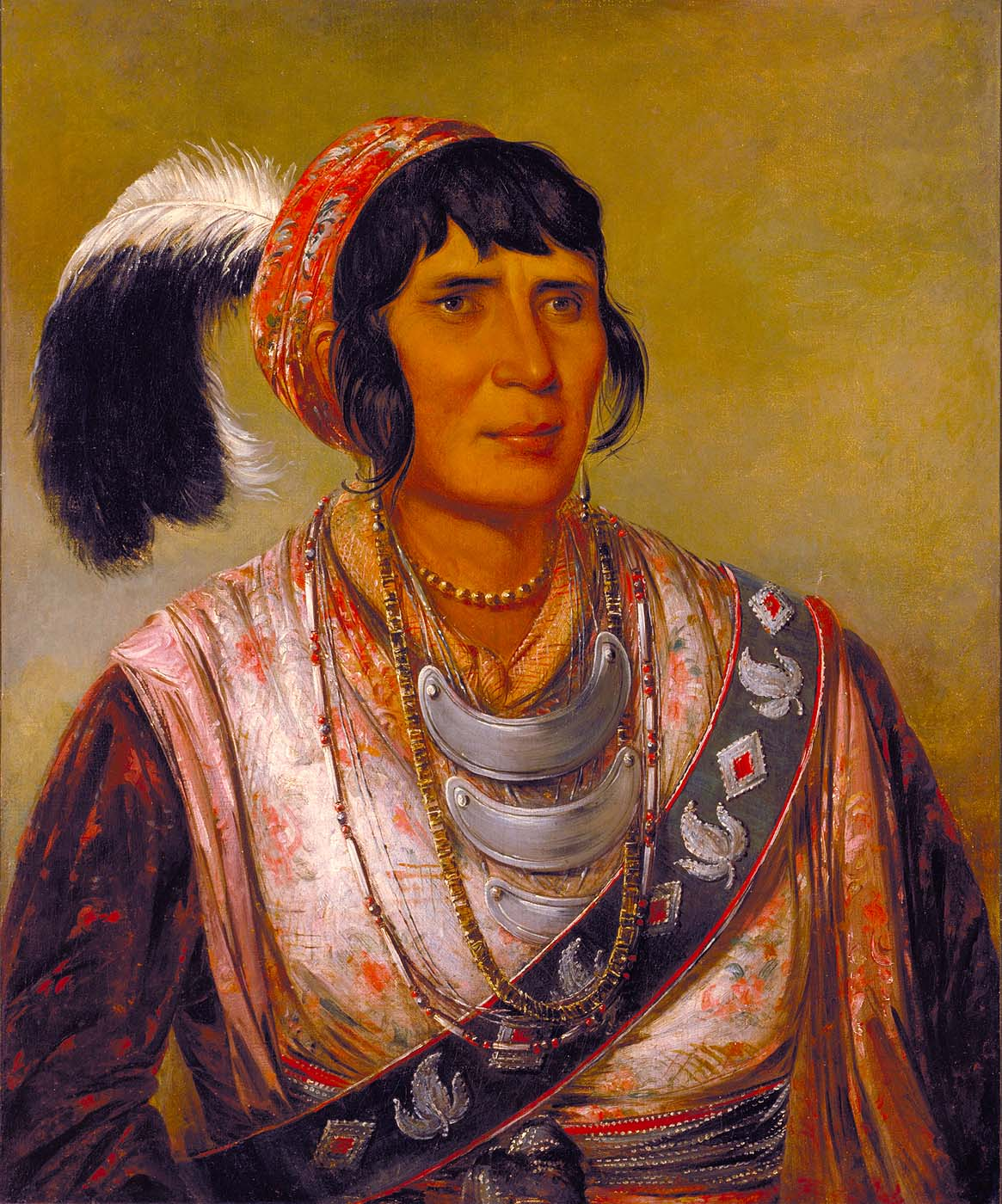
Le chef séminole Osceola (1804 – 1838), peinture de 1838.

Au printemps 1832, les Séminoles de la réserve sont invités à une réunion à Payne's Landing le long de la rivière Ocklawaha. Le traité qui y est négocié enjoint aux Séminoles de partir vers l'ouest, si le territoire y est jugé satisfaisant. Il est décidé qu'ils émigreront sur la réserve des Creeks et qu'ils feront dès lors partie de la tribu Creek. La délégation, composée de sept chefs qui doivent inspecter la nouvelle réserve, ne quitte pas la Floride avant octobre 1832. Après avoir visité la région pendant plusieurs mois et avoir conféré avec les Creeks qui y vivent déjà, les sept chefs signent, le 28 mars 1833, une déclaration qui juge ce nouveau territoire satisfaisant. Cependant, dès leur retour en Floride, la plupart des chefs dénoncent cette déclaration, affirmant qu'ils ne l'ont pas signée ou qu'ils y ont été contraints, et qu'en tout état de cause ils n'étaient pas habilités à décider au nom de toutes les tribus et groupes vivant sur la réserve. Les populations des villages dans la région du fleuve Apalachicola étant cependant convaincues, elles partent vers l'ouest en 1834.
Le Sénat des États-Unis ratifie finalement le traité de Payne's Landing, en avril 1834. Il donne aux Séminoles trois ans pour partir s'installer à l'ouest du Mississippi. Le gouvernement interprète ces trois années comme débutant en 1832, et s'attend à ce que les Séminoles soient partis en 1835. Fort King est rouvert en 1834. Un nouvel agent chargé des Séminoles, Wiley Thompson, est nommé en 1834, et se voit confier la tâche de persuader ceux-ci de partir. Il invite tous les chefs à Fort King en octobre 1834 pour leur parler du départ vers l'ouest. Les Séminoles informent Thompson qu'ils n'ont pas l'intention de partir, et qu'ils ne se sentent pas liés par le traité de Payne's Landing. Thompson demande alors des renforts pour Fort King et Fort Brooke (fort construit en 1824 à l'embouchure du fleuve Hillsborough sur la côte ouest de la Floride), rapportant que « les Indiens après avoir reçu leur dotation annuelle ont acheté des quantités inhabituelles de poudre et de plomb ». L'officier commandant Duncan Lamont Clinch avertit également Washington que les Séminoles n'ont pas l'intention de partir, et que davantage de troupes sont nécessaires pour les forcer à le faire. En mars 1835, Thompson invite tous les chefs pour leur lire une lettre qu'Andrew Jackson leur adresse. Dans cette missive, Jackson dit : « Si vous […] refusiez de partir, j'ai donné ordre à l'officier commandant de vous déplacer par la force. » Les chefs demandent trente jours pour communiquer leur réponse. Un mois plus tard les chefs séminoles disent à Thompson qu'ils ne partiront pas à l'ouest. Thompson et les chefs entament une dispute et le général Clinch est contraint d'intervenir pour éviter une effusion de sang. Finalement huit des chefs acceptent de partir vers l'ouest, mais demandent un délai jusqu'à la fin de l'année, ce que Thompson et Clinch acceptent.

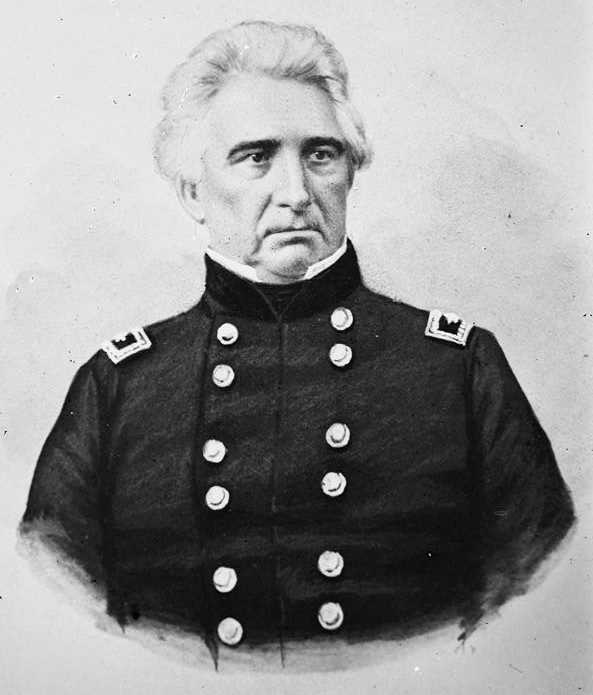
Général Duncan Lamont Clinch (1787 - 1849), portrait réalisé entre 1860 et 1870.

Cinq des plus importants chefs séminoles, dont Micanopy des Séminoles Alachua, n'approuvent pas ce déplacement. Par mesure de rétorsion, Thompson déclare que ces chefs sont destitués. Comme les relations avec les Séminoles se détériorent, Thompson interdit qu'on leur vende des armes et des munitions. Osceola, un jeune guerrier qui commence à se faire remarquer par les Blancs, est particulièrement fâché de cette prohibition, ressentant qu'elle assimile les Séminoles aux esclaves, qui n'ont pas le droit d'acheter des armes, il déclare : « l'homme blanc ne me fera pas noir. Je ferai l'homme blanc rouge de sang ; puis le ferai noircir au soleil et sous la pluie […] et les rapaces se nourriront de sa chair. » Malgré cette déclaration, Thompson considère Osceola comme un ami et lui donne un fusil. Plus tard, cependant, alors qu'Osceola cause des troubles, Thompson le fait incarcérer à Fort King pour une nuit. Le jour suivant, afin d'obtenir sa libération, Osceola accepte de se conformer au traité de Payne's Landing et de convaincre ses partisans.
Dès lors, les incidents se multiplient et la situation ne cesse d'empirer entre Américains et Amérindiens. Un groupe de blancs s'attaque à des Amérindiens assemblés autour d'un feu de camp. Deux autres Amérindiens arrivent alors et ouvrent le feu sur les blancs. Trois d'entre eux sont blessés et un Amérindien est tué. En août 1835, le soldat Kinsley Dalton (qui donna son nom à la ville de Dalton en Géorgie) est tué alors qu'il transporte le courrier de Fort Brooke à Fort King. En novembre, le chef Charley Emathla, qui ne veut pas prendre part au conflit, mène son peuple à Fort Brooke où ils sont ensuite embarqués vers l'ouest. Ce que les autres Séminoles considèrent comme une trahison. Osceola rattrape Charley Emathla sur le chemin de l'ouest et le tue.

## Début du conflit (1835 - 1836)

### Le massacre de Dade (28 décembre 1835)

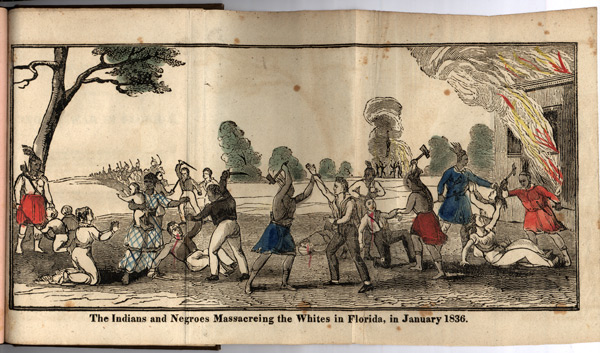
Indiens et Nègres massacrant des blancs en Floride en 1836, illustration d'un ouvrage de 1836.

Alors que la Floride se rend compte que les Séminoles vont résister à leur déportation, elle commence des préparatifs de guerre. La milice de Saint Augustine demande au département de la Guerre de lui louer 500 fusils. Cinq cents volontaires sous les ordres du brigadier-général Richard K. Call sont mobilisés. Des groupes d'Amérindiens lancent des raids sur les fermes des colons, les familles s'enfuient vers les forts, ou vers les villes et certaines quittent carrément la région. Un groupe mené par Osceola s'empare d'un convoi d'approvisionnement de la milice de Floride, tuant huit gardes et en blessant six autres. La plupart des provisions est récupérée quelques jours après par la milice au cours d'un nouvel affrontement. Les plantations de canne à sucre le long du littoral atlantique au sud de Saint Augustine sont détruites et de nombreux esclaves se joignent aux Séminoles.
L'US Army possède alors 11 compagnies, soit environ 550 soldats, stationnées en Floride. Fort King ne compte qu'une seule compagnie et l'on craint qu'il puisse être pris par les Séminoles. Il y a trois compagnies à Fort Brooke ; on y attend incessamment un renfort de deux nouvelles compagnies, aussi décide-t-on d'envoyer deux compagnies à Fort King. Le 23 décembre 1835, les deux unités, totalisant 108 hommes, quittent Fort Brooke sous les ordres du major Francis L. Dade. Les Séminoles suivent discrètement les soldats pendant cinq jours. Le 28 décembre, ils leur tendent une embuscade et les écrasent. Seuls trois hommes survivent au massacre, dont l'un, Edwin De Courcey, sera rattrapé et tué par les Séminoles le jour suivant. Les deux derniers, Ransome Clarke et Joseph Sprague, rentrent à Fort Brooke. Seul Clarke, qui finit par succomber à ses blessures quelque temps plus tard, laisse un récit de la bataille relatant le point de vue de l'Armée. Joseph Sprague, qui n'est pas blessé et qui survivra, n'est pas en mesure de faire un récit de la bataille car il a immédiatement cherché refuge dans un marais proche. Les Séminoles ne dénombrent de leur côté que trois morts et cinq blessés. Ce même jour, Osceola et ses hommes abattent Wiley Thompson et six de ses hommes dans une embuscade près de Fort King,,.

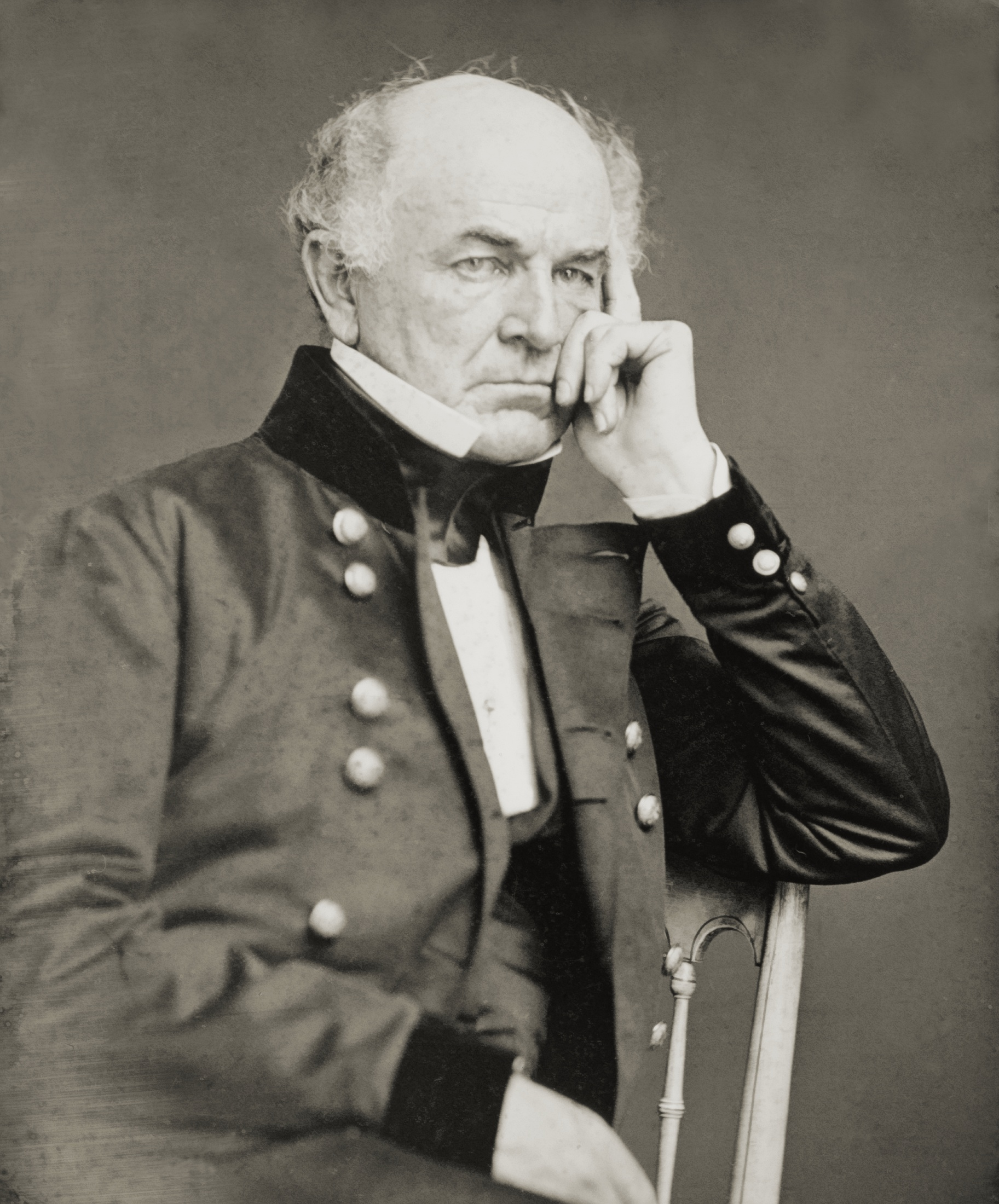
Ethan Allen Hitchcock (1798 – 1870), portrait réalisé entre 1851 et 1860.

Par la suite, le commandant Ethan Allen Hitchcock, qui fait partie de ceux qui retrouvent les restes de la troupe de Dade en février, écrira dans son journal le récit détaillé de la découverte et sa désapprobation face à ce conflit :

« Le gouvernement a tort, et c'est là, la cause principale du désaccord des Indiens, qui ont noblement défendu leur pays contre notre tentative d'imposer un traité frauduleux. Les indigènes mirent en œuvre tous les moyens afin d'éviter la guerre, mais y furent contraints par la tyrannie de notre gouvernement. »

Le 29 décembre le général Clinch quitte Fort Drane (récemment établi sur la plantation de Clinch, à environ 32 km au nord-ouest de Fort King) avec 750 soldats, dont 500 volontaires qui ont signé un engagement jusqu'au 1er janvier 1836. Ils se rendent vers une place forte séminole nommée the Cove of the Withlacoochee (en français : « l'anse de la Withlacoochee »), qui se nomme aujourd'hui  lac Tsala Apopka, une région qui compte de nombreux lacs sur la rive sud-ouest de la rivière Withlacoochee. Lorsqu'ils atteignent la rivière, ils ne trouvent pas de gué, Clinch décide alors de faire traverser ses troupes régulières dans le seul canoë qu'ils ont pu trouver. Une fois parvenus de l'autre côté, alors qu'ils se reposent, les Séminoles les attaquent. La troupe ne parvient à s'en sortir qu'en se lançant dans une charge à la baïonnette contre les Amérindiens, perdant ainsi 4 hommes et comptant 59 blessés. Les miliciens restés sur l'autre rive fournissent une couverture à l'armée alors qu'elle traverse la rivière dans l'autre sens.
Le 6 janvier 1836, un groupe de Séminoles attaque la plantation de William Cooley située le long de la New River (aujourd'hui Fort Lauderdale), tuant sa femme, ses enfants et le précepteur de ceux-ci. Les autres résidents de cette région de la New River et du sud de la baie de Biscayne fuient alors vers Key West. Le 17 janvier, des volontaires et les Séminoles se confrontent au sud de Saint Augustine lors de la bataille de Dunlawton. Les volontaires perdent quatre hommes et dénombrent treize blessés. Le 19 janvier 1836, un sloop de guerre de la Navy, le Vandalia est envoyé dans la baie de Tampa depuis Pensacola. Le même jour, 57 marines sont envoyés depuis Key West pour renforcer Fort Brooke.

### Printemps 1836

#### Expédition du général Gaines
À cette époque, l'armée régulière des États-Unis ne compte guère plus de 7 500 hommes occupant 53 installations militaires. Elle est disséminée tout au long de la frontière avec le Canada, elle garde les fortifications côtières et tente de conduire les indigènes sur le Territoire indien et de les tenir éloignés des colons blancs. Les besoins temporaires de renforts sont assurés par les milices des États et des Territoires ainsi que par des unités de volontaires. Alors que nouvelles et rumeurs de guerre se répandent, des mesures sont prises à différents échelons. Le major-général Winfield Scott reçoit mission d'organiser cette guerre et le Congrès vote un crédit de 620 000 dollars. Des compagnies de volontaires se forment en Alabama, en Géorgie et en Caroline du Sud. Le général Gaines rassemble une force de 1 100 hommes, réguliers et volontaires à La Nouvelle-Orléans et embarque pour Fort Brooke.

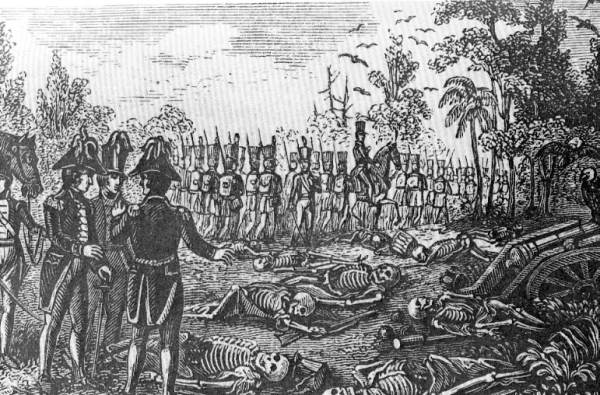
Découverte des restes du major Dade et de ses hommes, gravure.

Lorsque Gaines atteint Fort Brooke, il le trouve à court de provisions. Pensant que le général Scott a fait envoyer le ravitaillement à Fort King, Gaines y emmène ses hommes. En route, ils trouvent le site où Dade et ses hommes ont été massacrés. Il enterrent les corps dans trois fosses communes. Ils atteignent Fort King après neuf jours de marche, pour découvrir qu'il n'a lui aussi reçu aucun approvisionnement. Après avoir reçu sept jours de vivres du général Clinch à Fort Drane, Gaines s'en retourne à Fort Brooke. Espérant enfin en découdre avec les Amérindiens, Gaines prend une autre route pour rentrer à Fort Brooke ; il veut engager les hostilités dans leur place forte du Cove of the Withlacoochee River. Mais en raison de sa méconnaissance des lieux, la troupe de Gaines se retrouve au même endroit du fleuve Withlacoochee que Clinch un mois et demi plus tôt, et il lui faut un jour de plus pour découvrir le gué alors que des coups de feu sont échangés de part et d'autre du cours d'eau.
Lorsqu'ils tentent enfin de traverser le gué du Withlacoochee, le lieutenant James Izard est mortellement blessé. Le général Gaines est coincé, il ne peut traverser le fleuve et s'il tente de rentrer à Fort King, ses hommes n'auront plus assez de rations. Gaines fait donc construire à ses hommes une fortification, baptisée Camp Izard, et envoie un message au général Clinch. Gaines espère que les Séminoles vont concentrer leurs attaques sur Camp Izard et que les forces de Clinch pourront attaquer le flanc des Amérindiens, qui se retrouveront alors pris entre deux feux. Mais le général Scott, qui détient le commandement de cette guerre, ordonne à Clinch de rester à Fort Drane. Les hommes de Gaines en sont bientôt réduits à manger leurs chevaux et leurs mules alors que la bataille en est à son huitième jour. Toujours à Fort Drane, Clinch demande au général Scott de rapporter ses ordres et de lui permettre de porter secours à Gaines. Clinch décide finalement de désobéir à Scott et part rejoindre Gaines un jour avant que la permission de Scott parvienne à Fort Drane. Clinch et ses hommes atteignent Camp Izard le 6 mars et mettent en déroute les Séminoles,.

#### Campagne de Scott

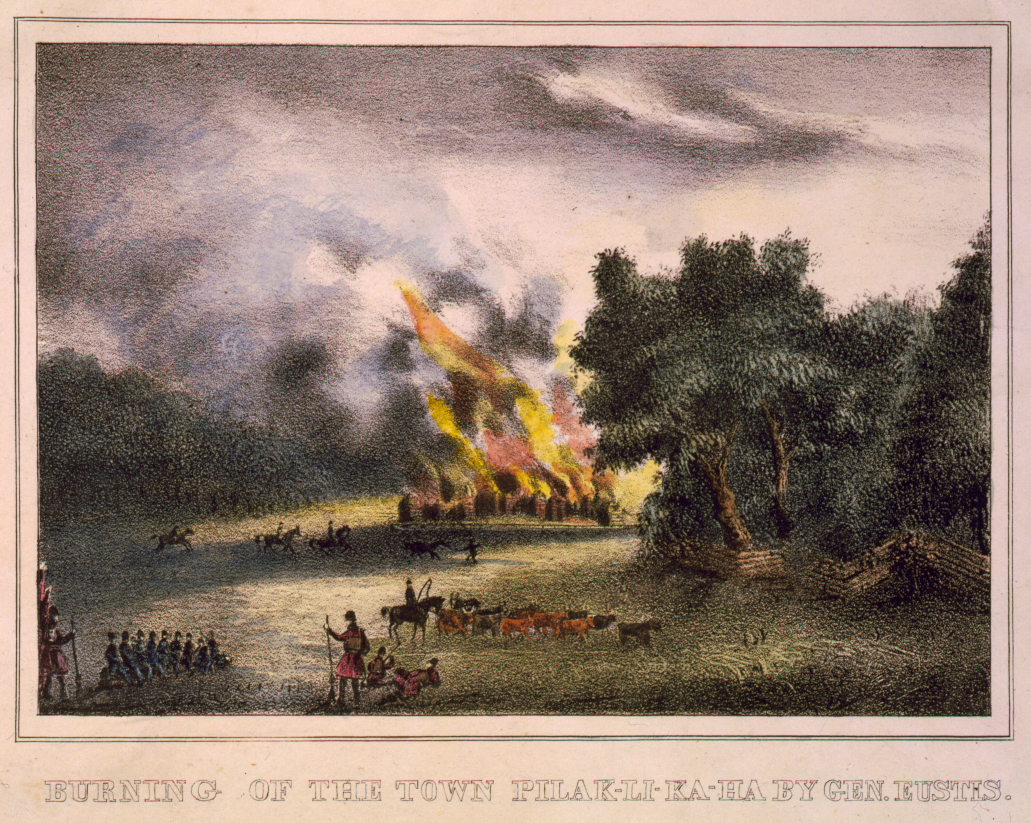
Incendie du village de Pilak-li-ka-ha par le général Eustis, lithographie de 1837.

Le général Scott commence à regrouper des hommes et du matériel pour une grande campagne contre les Séminoles. Trois colonnes, totalisant 5 000 hommes, doivent converger vers le Cove of the Withlacoochee, piégeant les Séminoles grâce à une force suffisamment importante pour les vaincre. Scott doit accompagner l'une des colonnes sous les ordres du général Clinch, partant vers le sud depuis Fort Drane. Une seconde colonne, sous les ordres du brigadier-général Abraham Eustis, partira vers le sud-ouest depuis Volusia, un village sur le fleuve Saint Johns. La troisième aile est aux ordres du colonel William Lindsay, qui se dirigera au nord depuis Fort Brooke. Le plan est pour les trois colonnes d'arriver simultanément au Cove afin d'empêcher les Séminoles de s'échapper. Eustis et Lindsay sont supposés être en place le 25 mars, afin que la colonne de Clinch puisse repousser les Séminoles sur leurs lignes.
C'est alors qu'il est en route entre Saint Augustine et Volusia pour rejoindre sa position que le général Eustis trouve le village de Pilaklikaha (ou Palatlakaha, également connu sous le nom d'Abraham's Town, Abraham étant un chef des Séminoles noirs) et qu'il l'incendie avant de poursuivre son chemin.
Les trois colonnes ont pris du retard. Eustis a deux jours de retard en partant de Volusia en raison d'une attaque des Séminoles. Les colonnes de Clinch et Lindsay ne sont en place que le 28 mars. Traversant un territoire qui n'est pas cartographié, la colonne d'Eustis n'arrive pas avant le 30 mars. Clinch traverse la Withlacoochee le 29 mars pour lancer son attaque sur les Séminoles du Cove, mais il trouve les villages déserts. La colonne d'Eustis subit une escarmouche de la part de quelques Amérindiens, qui ne se solde que par quelques morts et prisonniers du côté séminole, avant d'atteindre sa position. Le 31 mars, les trois colonnes à court de vivres rentrent à Fort Brooke. L'échec de l'expédition à engager le combat avec les Séminoles est vu comme une défaite, et l'on blâme le manque de temps pris pour sa préparation.

### Retraite de l'Armée (avril - décembre 1836)

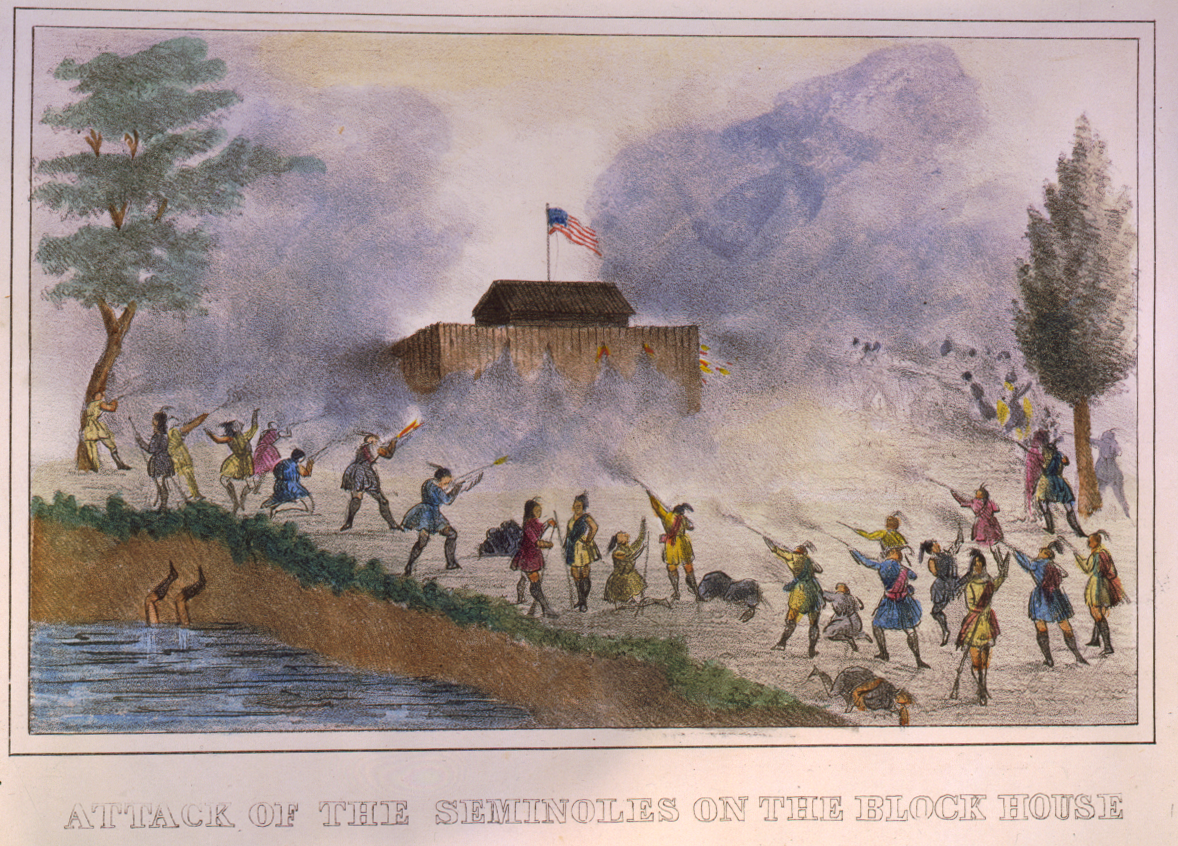
Attaque des Séminoles sur le fortin, lithographie de 1837.

En avril 1836, les Séminoles attaquent de nombreux forts, dont Camp Cooper dans le Cove, Fort Alabama sur le fleuve Hillsborough au nord de Fort Brooke, Fort Barnwell près de Volusia, et Fort Drane. Les Amérindiens incendient également une partie de la plantation de Clinch, qui à la suite de cet évènement démissionne et quitte la Floride. Fort Alabama est abandonné à la fin avril, puis Fort King fin mai. En juin, un détachement qui occupe un fortin sur la Withlacoochee doit être secouru après avoir été assiégé pendant deux jours par les Séminoles. Le 23 juillet, c'est le phare de Cape Florida qui subit une attaque, il est incendié et ne sera pas réparé avant 1846. Fort Drane est abandonné en juillet pour cause de maladie de cinq officiers sur sept et de 140 hommes. Les troupes souffrent énormément de maladies pendant la saison estivale : à cette époque, en Floride, on appelle l'été la « saison des maladies ». À la fin août, c'est Fort Defiance qui est abandonné. Comprenant que la guerre promet d'être longue et coûteuse, le Congrès approuve une rallonge budgétaire de 1,5 million de dollars et autorise l'enrôlement de volontaires pour une année.
Richard Keith Call, qui a conduit les volontaires en tant que brigadier-général lorsque Clinch marchait sur le Cove of the Withlacoochee en décembre, est nommé gouverneur du Territoire de Floride le 16 mars 1836. Le gouverneur Call propose une campagne estivale, menée par les milices et des volontaires plutôt que par les troupes de l'armée. Le département de la Guerre approuve la proposition, mais des retards lors de préparatifs font que la campagne ne commence pas avant septembre. Call a lui aussi l'intention d'attaquer le Cove of the Withlacoochee. Il envoie la plupart des approvisionnements au sud, sur la côte ouest de la péninsule puis leur fait remonter le Withlacoochee jusqu'à un dépôt. Le gros de ses troupes marche vers Fort Drane, récemment abandonné par l'armée, puis vers le Withlacoochee, qu'il atteint le 13 octobre. Le Withlacoochee est en crue, il est alors impossible de traverser à gué et la troupe ne peut construire de radeaux car elle n'a pas de haches. En outre, les Séminoles tirent sur tous les miliciens qu'ils aperçoivent depuis la rive opposée. Call se dirige alors à l'ouest le long de la rive nord du fleuve afin d'atteindre le dépôt de provisions. Malheureusement, le bateau à vapeur qui amenait les marchandises a coulé sur la partie basse du fleuve et le dépôt est bien plus au sud que ne le comptait Call. Sans plus de provisions, Call ramène ses hommes à Fort Drane. Une autre expédition contre le Cove vient d'échouer.

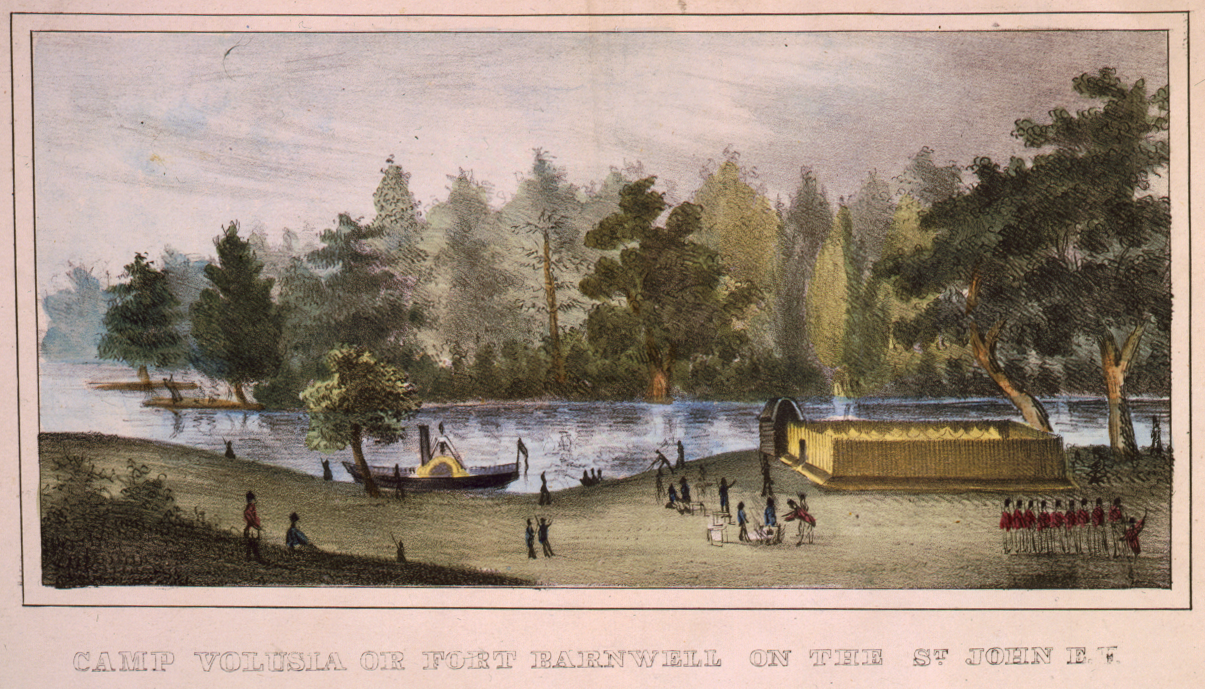
Camp Volusia ou Fort Barnwell sur le fleuve Saint Johns, lithographie de 1837.

À la mi-novembre Call fait une nouvelle tentative. Ses troupes parviennent, cette fois, à traverser le Withlacoochee, mais trouvent le Cove abandonné. Call divise ses forces et remonte le fleuve sur ses deux rives. Le 17 novembre ils mettent en déroute des Séminoles qui vivent dans un important campement. Une autre bataille a lieu le jour suivant, et les Séminoles se replient vers le Wahoo Swamp (en français : le « marais Wahoo »). Call rassemble ses troupes et pénètre dans le Wahoo Swamp le 21 novembre. Les Séminoles s'opposent à cette invasion lors de la bataille de Wahoo Swamp, afin de protéger leurs familles qui vivent à proximité, mais ils doivent finalement se replier de l'autre côté du fleuve. Le major David Moniac, un sang-mêlé Creek qui est le premier Amérindien diplômé de West Point, est abattu par les Séminoles alors qu'il tente de sonder le fleuve afin de trouver un gué.
Devant traverser un fleuve dont il ne connaît pas la profondeur sous le feu de l'ennemi, et ses provisions étant plus que limitées, Call décide de se replier sur Volusia. Le 9 décembre, Call est relevé du commandement et remplacé par le major-général Thomas Jesup, qui ramène les troupes à Fort Brooke. L'enrôlement des volontaires s'achevant en décembre, ils rentrent alors chez eux.

## Tactique du général Jesup (1836 - 1838)

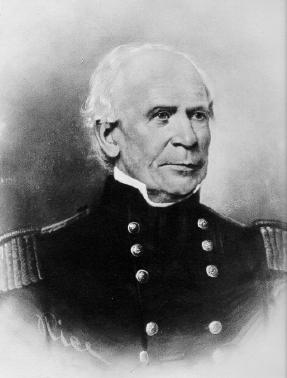
Le général Thomas S. Jesup (1788 – 1860).

En 1836 l'US Army ne compte que quatre major-généraux. Alexander Macomb est le Commanding General of the United States Army ; Edmund Gaines et Winfield Scott ont échoué dans leur tentative contre les Séminoles. Thomas S. Jesup est donc le dernier major-général disponible. Il vient juste de mater un soulèvement des Creeks à l'ouest de la Géorgie et à l'est de l'Alabama (la guerre Creek de 1836), éclipsant ainsi Winfield Scott. Jesup envisage une nouvelle tactique dans cette guerre. Plutôt que d'envoyer sur le terrain des colonnes importantes afin de forcer les Séminoles à une bataille rangée, il se concentre à forcer les Séminoles à fuir vers le sud. Ceci nécessite une forte présence militaire en Floride, et il parvient à rassembler plus de 9 000 hommes sous ses ordres. La moitié de ses forces sont des volontaires ou des miliciens. Le contingent comprend également une brigade de Marines, de marins de la Navy et de personnel de l'United States Revenue Cutter Service qui patrouillent le long des côtes et sur les cours d'eau de Floride.
La Navy et les Revenue-Marines assurent également la logistique pour l'Armée, transportant hommes et provisions vers les forts et installations militaires de Floride. Ils patrouillent le long des côtes pour rassembler des renseignements, intercepter les Séminoles, et empêcher la contrebande d'armes et de provisions destinées aux Amérindiens. Marins et Marines renforcent le personnel des forts. Les Séminoles n'ont débuté cette guerre qu'avec 900 à 1 400 guerriers, et ils n'ont eux, aucun moyen, de compenser leurs pertes.

### Trêve et renversement de situation

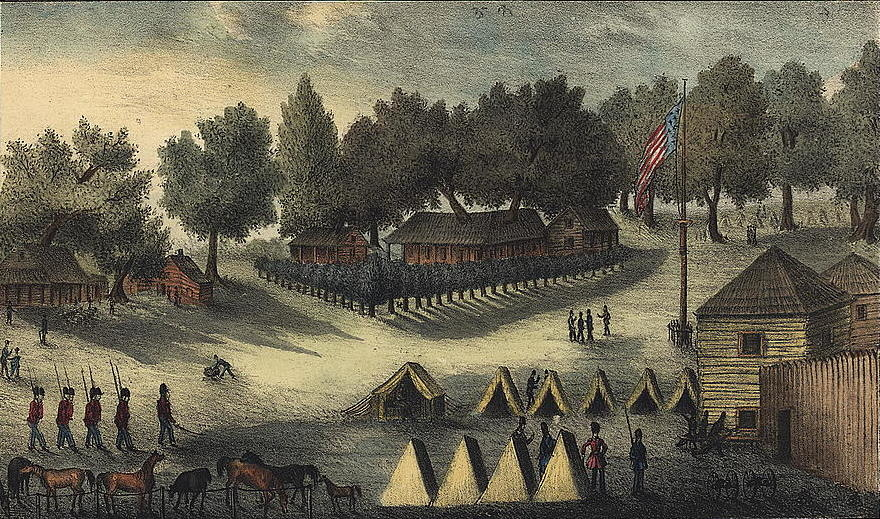
Fort Brooke, Tampa Bay sur le golfe du Mexique, lithographie de 1837.

Janvier 1837 marque un changement dans cette guerre. Lors des différents affrontements un nombre important de Séminoles et de Séminoles noirs ont été tués ou capturés. À la bataille de Hatchee-Lustee, la brigade de Marines capture une quarantaine de Séminoles et de Noirs, surtout des femmes et des enfants, ainsi qu'une centaine de chevaux de bât et plus de mille têtes de bétail. Fin janvier, certains chefs séminoles envoient des messagers à Jesup, et une trêve est conclue. Les combats ne s'arrêtent cependant pas immédiatement, et Jesup et les chefs ne se rencontrent pas avant la fin février. En mars, de nombreux chefs, dont Micanopy, signent un acte de capitulation stipulant que les Séminoles pourront être accompagnés, sur leur nouveau territoire de l'ouest, par leurs alliés et « leurs nègres » qu'ils considèrent comme leurs biens.
Alors que les Séminoles commencent à arriver dans les camps de l'Armée pour attendre leur transport vers l'ouest, des chasseurs d'esclaves revendiquent les Noirs vivant avec eux. Comme les Séminoles n'ont aucun acte de propriété écrit, ils perdent généralement devant la justice. D'autres Blancs tentent de faire arrêter des Séminoles prétextant de crimes ou de dettes. Tout ceci rend les Amérindiens méfiants vis-à-vis des promesses faites par Jesup. D'un autre côté, on relève que de nombreux guerriers arrivent aux camps sans leur famille, et qu'ils semblent principalement s'intéresser à collecter des provisions. Vers la fin mai de nombreux chefs, dont Micanopy, se sont rendus ; cependant, les deux importants leaders que sont Osceola et Sam Jones, refusent de capituler et s'opposent toujours à la déportation. Le 2 juin ces deux chefs et environ 200 guerriers investissent Fort Brooke et repartent avec 700 Séminoles qui s'étaient rendus. La guerre reprend donc et Jesup ne fera dès lors plus confiance à la parole des Amérindiens.
La guerre ne reprend néanmoins pas immédiatement à une large échelle. Le général Jesup avait imaginé que la reddition d'un si grand nombre de Séminoles signifiait la fin de la guerre et il n'avait donc pas planifié la suite de la campagne. De nombreux soldats ont été réaffectés ailleurs, et les miliciens et les volontaires sont rentrés chez eux. C'est également l'été, la « saison des maladies », et l'Armée ne combat pas de manière très agressive lors de cette saison en Floride. En outre, la « panique de 1837 » réduit considérablement les revenus de l'État, mais le Congrès accorde tout de même une nouvelle rallonge de 1,6 million de dollars pour la guerre. Malgré cela, en août, l'Armée n'est plus en mesure de nourrir les civils qui se sont réfugiés dans ses forts et doit cesser de leur distribuer des rations alimentaires.

### Drapeaux blancs et captures

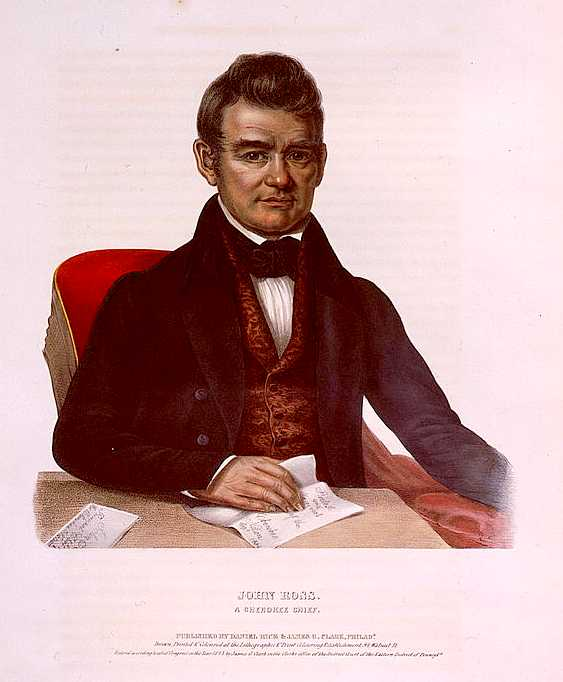
John Ross, un chef cherokee, lithographie de 1843.

Jesup maintient la pression sur les Séminoles en envoyant de petites unités sur le terrain. Nombre de Noirs vivant avec les Séminoles commencent à se rendre. Après avoir changé plusieurs fois d'avis sur la politique à suivre vis-à-vis des esclaves en fuite, Jesup décide finalement de les envoyer avec les Séminoles en Territoire indien. En septembre 1837, l'Armée et les milices capturent un groupe de Mikasukis dont King Phillip, l'un des principaux chefs en Floride. La nuit suivante, ils capturent également un groupe de Yuchis et leur chef, Yuchi Billy.
Jesup fait envoyer un message par King Phillip à son fils Coacoochee (Wild Cat) afin de convenir d'une rencontre avec lui. Lorsque Coacoochee arrive sous la protection d'un drapeau blanc, Jesup le fait arrêter. En octobre, Osceola et Coa Hadjo, un autre chef, demandent à négocier avec Jesup. Une rencontre est organisée au sud de Saint Augustine. Lorsque Osceola et Coa Hadjo se présentent sous la protection d'un drapeau blanc, ils sont à leur tour arrêtés. Osceola mourra en prison, trois mois plus tard, à Fort Moultrie en Caroline du Sud. Certains Séminoles capturés parviennent cependant à s'échapper, comme King Phillip, Coacoochee et John Cavallo, un chef Séminole noir.
Une délégation de Cherokees vient en Floride afin de convaincre les Séminoles de partir vers l'ouest. Lorsque Miconpy et d'autres viennent à la rencontre des Cherokees, Jesup les fait arrêter. John Ross, le chef de la délégation Cherokee proteste, mais sans effet. Jesup réplique qu'il n'a pas promis aux Cherokees que les Séminoles qui viendraient repartiraient libres.

### Zachary Taylor et la bataille du lac Okeechobee (25 décembre 1837)

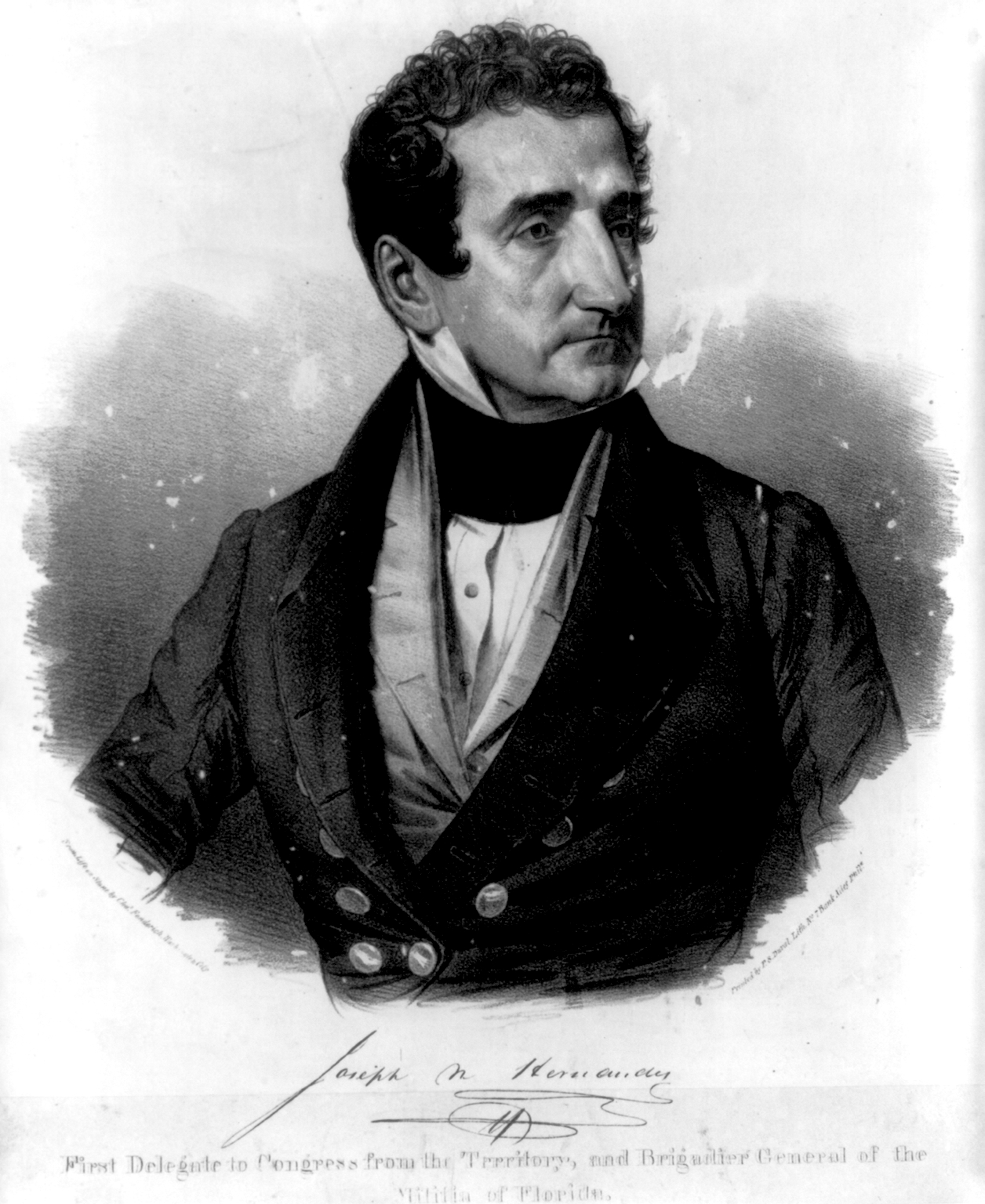
Joseph Marion Hernández (1793 - 1857).

Jesup dispose maintenant d'une importante armée comprenant des volontaires qui viennent de loin, comme du Missouri ou de la Pennsylvanie. Tant d'hommes qu'il a de la peine à les nourrir tous. Le plan de Jesup est de balayer la péninsule grâce à plusieurs colonnes qui vont repousser les Séminoles vers le sud. Le général Joseph Marion Hernández conduit une colonne sur la côte orientale. Le général Eustis emmène la sienne le long du fleuve Saint Johns vers le sud. Le colonel Zachary Taylor descend au centre depuis Fort Brooke, suivant la rivière Kissimmee puis la Peace River. D'autres unités nettoient les régions comprises entre le Saint Johns et les rivières Ocklawaha, Withlacoochee et Caloosahatchee. Une unité combinée Army-Navy patrouille sur la partie basse de la côte est de la Floride et d'autres troupes sur le nord du territoire afin d'y prévenir des raids séminoles.
Le colonel Taylor quitte Fort Gardiner (proche de Kissimmee) avec 1 000 hommes le 19 décembre et se dirige vers le lac Okeechobee. Lors des deux premières journées, 90 Séminoles se rendent. Le troisième jour, Taylor s'arrête pour construire Fort Basinger, où il laisse les malades et suffisamment d'hommes pour garder les Séminoles qui se sont rendus. Trois jours plus tard, le jour de Noël 1837, la colonne de Taylor se heurte au gros des troupes séminoles sur la rive nord du lac Okeechobee.
Les Séminoles conduits par Alligator, Sam Jones, et Coacoochee, ont pris position dans un hammock (bosquet dense poussant dans un marais, courant en Floride et en particulier dans les Everglades) entouré de sawgrass (littéralement « herbe-scie »). Le terrain est meuble et boueux et la sawgrass coupe et brûle facilement la peau. Taylor dispose d'environ 800 hommes, alors que les Séminoles sont moins de 400. Taylor envoie d'abord les volontaires du Missouri. Le colonel Richard Gentry, trois autres officiers et plus de vingt hommes sont tués avant que les volontaires ne battent la retraite. C'est ensuite le tour de 200 soldats du 6e régiment d'infanterie (en), qui perd 40 officiers et près de 40 % de ses effectifs avant de rompre le combat. S'avancent alors le 4e d'infanterie de 160 hommes, renforcé par les survivants du 6e d'infanterie et des volontaires du Missouri. Cette fois les troupes sont en mesure de déloger les Séminoles du hammock et de les repousser vers le lac. Taylor attaque alors leur flanc avec ses réserves, mais les Séminoles parviennent à s'échapper par le lac. Seule une douzaine de Séminoles ont été tués lors de la bataille mais on célèbre néanmoins la bataille du lac Okeechobee comme une grande victoire pour Taylor et l'Armée.

### Bataille de Loxahatchee (15 janvier 1838)

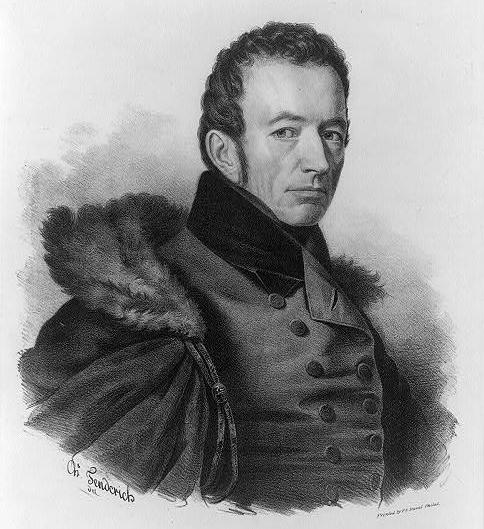
Joel Roberts Poinsett (1779 – 1851), secrétaire à la Guerre.

Taylor rejoint les autres colonnes, commandées par le général Jesup, qui descendent vers le sud de la péninsule, sur la rive est du lac Okeechobee. Les troupes le long de la rivière Caloosahatche bloquent tout passage vers le nord sur la rive ouest du lac. Le 15 janvier, l'unité combinée Army-Navy, composée de 80 hommes, commandée par le lieutenant Levin Powell, patrouillant le long des côtes, se retrouve pratiquement encerclée devant un camp séminole. Une charge contre les Séminoles n'est pas couronnée de succès, mais les troupes parviennent à se replier sur leurs embarcations après avoir perdu quatre hommes et comptant une vingtaine de blessés. Fin janvier, les troupes de Jesup se heurtent à un groupe important de Séminoles sur la rive orientale du lac Okeechobee. Les Séminoles ont à nouveau pris position dans un hammock ; l'armée les en déloge à coups de canon, à la suite de quoi ils prennent position près d'un cours d'eau puis disparaissent, ayant une nouvelle fois causé plus de pertes qu'ils n'en ont eux-mêmes subies. Ainsi s'achève la bataille de Loxahatchee.
En février 1838, les chefs séminoles Tuskegee et Halleck Hadjo proposent à Jesup une cessation des hostilités s'il les autorise à demeurer au sud du lac Okeechobee. Jesup approuve cette idée, entrevoyant la lutte interminable nécessaire à la capture des Séminoles dans les Everglades, et calculant qu'ils seront plus faciles à cerner plus tard lorsque ces terres seront convoitées par les colons. Cependant, Jesup doit en référer à Washington pour obtenir l'approbation du gouvernement. Les chefs et leurs groupes campent auprès de l'armée alors qu'on attend la réponse, et l'on fraternise alors entre les deux camps. Le secrétaire à la Guerre, Joel Roberts Poinsett, rejette cependant l'arrangement proposé et donne l'ordre à Jesup de poursuivre sa campagne. Lorsque ce dernier reçoit la réponse de Poinsett, il convoque les chefs dans son camp, mais ils refusent l'invitation. Peu désireux de voir 500 Séminoles retourner dans les marais, Jesup envoie la troupe les faire prisonniers. Les Séminoles n'offrent que peu de résistance, sans doute parce qu'ils sont las des combats.

## Zachary Taylor puis Walker Keith Armistead remplacent Jesup (1838 - 1841)
Jesup demande alors à être relevé de son commandement. L'été 1838 approchant, les troupes en Floride ne se composent plus que de 2 300 hommes. En avril, Jesup est informé qu'il peut reprendre son poste de quartier-maître général de l'armée. En mai, Zachary Taylor, maintenant général, prend le commandement des forces armées en Floride. Ses forces étant réduites, Taylor s'efforce d'empêcher les Séminoles de revenir dans le nord de la péninsule, afin de permettre aux colons de rentrer chez eux. Cependant, les Séminoles parviennent à déjouer le dispositif et en juillet une famille est tuée sur la Santa Fe River (en), une autre près de Tallahassee, ainsi que deux familles en Géorgie. Les combats se raréfient pendant l'été, les soldats sont ramenés le long des côtes et les Séminoles travaillent dans leurs champs afin d'assurer leur subsistance lors de l'hiver prochain,.
Taylor envisage de construire des fortins à faible distance les uns des autres sur tout le nord de la Floride et reliés entre eux par des routes à chariots, puis de construire de plus grands forts dans certaines zones. Le plan est coûteux, mais le Congrès vote à nouveau la rallonge budgétaire. En octobre 1838, Taylor est parvenu à déporter les derniers Amérindiens vivant le long de l'Apalachicola dans les réserves de l'ouest. Les meurtres à Tallahassee l'ont contraint à retirer les troupes du sud pour protéger le nord. La saison hivernale est relativement calme. Seuls quelques Séminoles sont tués et moins de 200 d'entre eux sont envoyés dans l'ouest, alors que neuf soldats sont tués lors de ces opérations. Au printemps 1839, Taylor rapporte que ses hommes ont construit 53 fortifications et ouvert 1 365 km de routes à chariots.

### La paix de Macomb et le massacre de Harney (19 maiet23 juillet 1839)

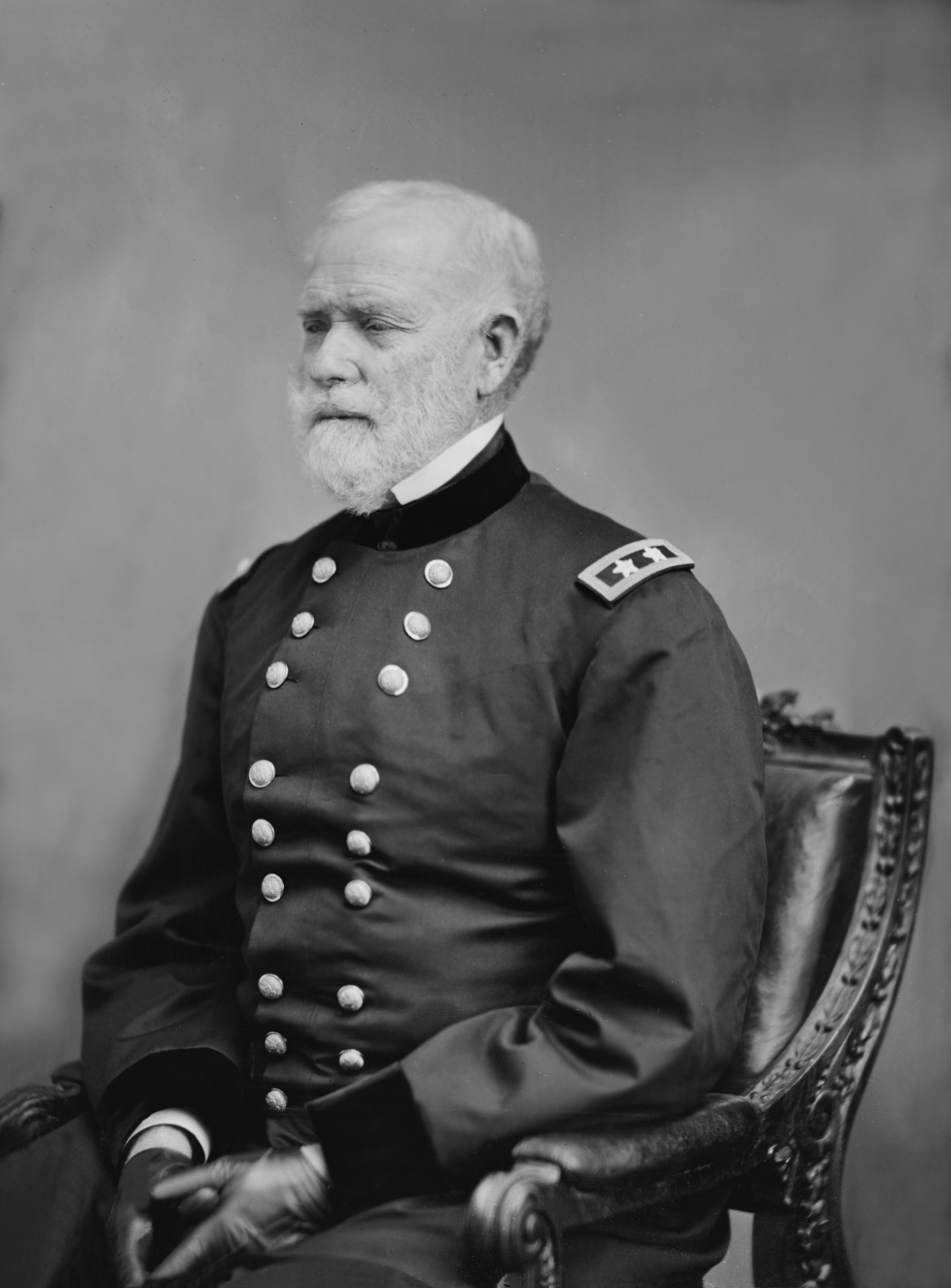
William S. Harney (1800 - 1889), portrait réalisé en 1870.

À Washington et dans tout le pays, le soutien à la guerre commence à s'éroder. Malgré l'accroissement de la taille de l'armée, destinée au soutien des opérations en Floride, les résultats sont maigres et beaucoup commencent à penser que les Séminoles ont gagné le droit de demeurer en Floride. Il est également évident que chasser tous les Séminoles de Floride sera encore long et très coûteux. Le Congrès vote alors un crédit de 5 000 dollars pour l'ouverture de négociations avec les Séminoles. Le président Martin Van Buren envoie le Commanding General of the United States Army, Alexander Macomb, négocier un nouveau traité. Les Séminoles ne sont pas pressés de répondre à cette offre d'un nouveau traité ; ils ont en mémoire les promesses non tenues par le passé. Finalement, Sam Jones envoie son successeur désigné, Chitto Tustenuggee, rencontrer Macomb. Le 19 mai 1839, Macomb annonce qu'un accord est acquis et que les Séminoles cesseront le combat en échange d'une réserve située dans le sud de la Floride.
Alors que l'été avance, la paix semble tenir. Quelques meurtres semblent être le fait de jeunes guerriers indisciplinés ou même de Blancs hors-la-loi. Un poste de traite est établi sur la rive nord de la Caloosahatchee et les Séminoles qui s'y rendent semblent pacifiques. Un détachement de 23 soldats est affecté à la garde du poste de traite, sous le commandement du colonel William S. Harney. Le 23 juillet quelque 150 Amérindiens attaquent le poste de traite et sa garnison. Quelques soldats, dont le colonel Harney, parviennent à atteindre la rivière et à la traverser grâce à des embarcations afin de s'échapper, mais la plupart des hommes et nombre de civils sont tués. La guerre vient de reprendre.
Le groupe d'Amérindiens ayant perpétré l'attaque n'est pas clairement identifié. Beaucoup accusent les « Indiens espagnols » menés par Chakaika. Certains, cependant, suspectent Sam Jones, dont le groupe de Mikasukis a été l'un de ceux ayant négocié avec Macomb. Sam Jones promet de livrer les responsables de l'attaque à Harney dans les 33 jours. Dans l'intervalle, les Mikasukis de Sam Jones qui campent près de Fort Lauderdale restent en bons termes avec les soldats qui y sont stationnés. Le 27 juillet les officiers du fort sont invités à une fête au camp des Mikasuki. Les officiers déclinent l'invitation mais envoient deux hommes et un interprète Noir avec un baril de whisky. Les soldats sont abattus mais l'interprète parvient à s'échapper et rapporte au fort que Sam Jones et Chitto Tustenuggee sont impliqués dans l'agression. En août, les Séminoles mènent des opérations jusqu'à Fort White dans le nord de la Floride.

### Nouvelles tactiques

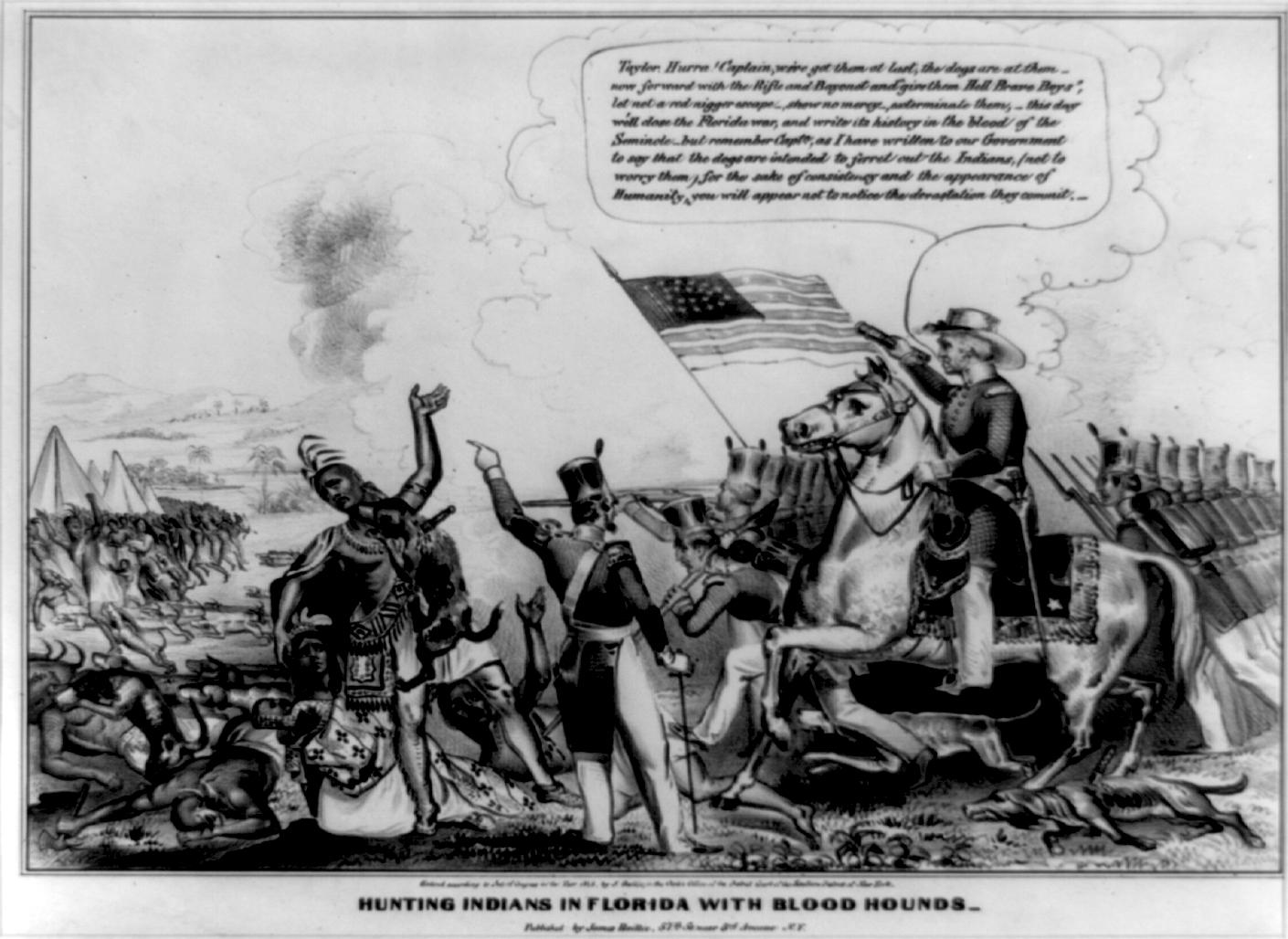
Tableau dramatisant la tactique des bloodhounds utilisée par Zachary Taylor lors de la guerre, 1848.

Les efforts de l'Armée s'étant montrés infructueux, on décide d'utiliser une nouvelle méthode en utilisant des bloodhounds (chiens de chasse au gros gibier) pour traquer les Séminoles. Bien que le général Taylor en ait fait la demande et reçu, en 1838, la permission d'acquérir ces chiens, il n'en avait rien fait. Le gouvernement territorial de Floride achète quelques bloodhounds à Cuba, début 1840, et loue également les services de maîtres chien cubains. Alors que les premiers essais des chiens donnent des résultats mitigés, l'opinion publique américaine s'émeut de ce que les chiens puissent tuer ou mutiler les Séminoles, et en particulier les femmes et les enfants. Le secrétaire à la Guerre est alors contraint d'émettre un ordre de service stipulant que les chiens doivent être tenus en laisse et muselés lors de la traque. Il se révèle par la suite que les chiens sont incapables de suivre une piste à travers les zones humides de Floride et que les Séminoles n'ont aucune peine à les semer.
Au nord de la Floride, les fortins de Taylor et le système des patrouilles obligent les Séminoles à de fréquents mouvements, mais ne parviennent pas à les chasser du territoire. Il n'est pas rare que des voyageurs soient pris dans des embuscades. Le 13 février 1840, la diligence postale entre Saint Augustine et Jacksonville est attaquée. En mai les Séminoles attaquent une troupe de théâtre près de Saint Augustine, tuant six personnes. Le même mois un détachement de quatre hommes se déplaçant entre les forts du comté d'Alachua sont attaqués ; l'un est tué et deux autres portés disparus. Une patrouille de dix-huit hommes poursuivent les Amérindiens, mais six d'entre eux sont tués.

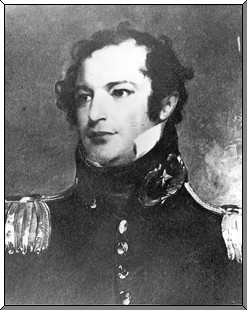
Walker Keith Armistead (1785 – 1845).

En mai 1840, Zachary Taylor, ayant servi plus longtemps que tous ses prédécesseurs en Floride, voit sa demande de mutation acceptée. Il est remplacé par le brigadier-général Walker Keith Armistead, qui a servi auparavant en Floride comme adjoint du général Jesup. Armistead prend immédiatement l'offensive et envoie une centaine de soldats à la recherche des Séminoles et de leurs camps. Pour la première fois, l'Armée lance une campagne en Floride pendant la saison estivale, faisant des prisonniers, détruisant des récoltes et des bâtisses. Le Séminoles ne sont pas en reste et tuent 14 soldats en juillet. L'Armée poursuit ses recherches, brulant des champs et confisquant des chevaux, du bétail et des cochons.
Armistead confie la défense de la Floride au nord de Fort King à 1 500 hommes de la milice et des volontaires, alors que l'armée régulière se charge de confiner les Séminoles au sud de Fort King et de les poursuivre sans relâche. Des camps et des cultures agricoles cachées sont découverts et détruits dans toute la partie centrale de la Floride, et à la mi-été, l'Armée a détruit plus de 2 km2 de cultures des Séminoles. Pour appuyer les opérations entreprises au sud de Fort King, le 8e régiment d'infanterie est envoyé en Floride. Sur place, les troupes sont maintenant composées de 10 compagnies du 2e régiment de dragons, 9 compagnies du 3e d'artillerie (en), et des 1er, 2e (en), 3e, 6e (en), 7e (en) et 8e régiments d'infanterie.
Dans le sud, à Fort Bankhead sur Key Biscayne, le colonel Harney institue pour ses hommes un programme d'entraînement intensif aux techniques de guerre dans les marais et dans la jungle. La Navy prend une plus large part à cette guerre avec des marins et des Marines qui remontent les fleuves et patrouillent dans les Everglades.

### La «Mosquito Fleet» (1839 - 1841)
Dans les premières années de la guerre, le lieutenant de marine Levin Powell commande une force armée combinée de la Navy et de l'Army. Forte d'environ deux cents hommes, elle opère le long des côtes. Fin 1839, le lieutenant de marine John T. McLaughlin reçoit le commandement d'une force combinée amphibie similaire, qui opère en Floride, que l'on nomme bientôt la Mosquito Fleet (littéralement la « flotte moustique »),. Équipée de goélettes naviguant en haute mer et de chalands à proximité des terres, elle a pour rôle d'intercepter les trafiquants cubains et ceux venant des Bahamas qui apportent armes et autres fournitures aux Séminoles. Des navires de faible tonnage et des canots patrouillent les rivières et les Everglades. McLaughlin établit son quartier général à Tea Table Key dans le nord des Florida Keys.
En avril 1840, une expédition tente de traverser les Everglades d'ouest en est, mais les marins et les Marines sont attaqués par les Séminoles au point de rendez-vous de Cap Sable. Bien qu'officiellement, il n'y ait eu aucun mort recensé, de nombreux marins tombent malades, et l'expédition est annulée. Les malades sont transportés à Pensacola, et pendant les mois suivants les hommes du lieutenant McLaughlin explorent les criques et les rivières du sud de la Floride. McLaughlin refait une tentative en décembre 1840, traversant en canoës les Everglades d'est en ouest. Terminant leur périple à la mi-janvier 1841, lui et ses hommes deviennent les premiers hommes blancs à réussir cette traversée.

### L'attaque d'Indian Key (7 août 1840)
Indian Key est une petite île située au nord de l'archipel des Florida Keys. En 1836 elle devient le siège du tout récent comté de Dade et un port de naufrageurs. Malgré la menace des Amérindiens dans la région, les habitants d'Indian Key y demeurent afin de protéger leurs biens, et pour rester à proximité des Upper Keys où se produisent de fréquents naufrages. Ils possèdent six canons et ont mis sur pied leur propre compagnie de milice. La Navy a établi la base de Tea Table Key toute proche.
Tôt le matin du 7 août 1840, une troupe importante d'« Indiens espagnols » se glissent sur Indian Key. Un homme est éveillé et donne l'alarme lorsqu'il aperçoit les Amérindiens. Sur la cinquantaine d'habitants que compte l'île une quarantaine parvient à s'échapper. Parmi les morts, on compte le Dr Henry Perrine, ancien consul des États-Unis à Campeche au Mexique, qui attendait sur Indian Key, en sécurité pensait-il, de prendre possession d'une propriété de 93 km2 que le Congrès lui avait allouée au cœur de la péninsule de Floride.
La base navale de Tea Table Key avait été dépouillée de son personnel pour une opération sur les côtes sud-ouest de la Floride, ne laissant sur place que le médecin, ses patients et cinq marins aux ordres d'un aspirant. Ce petit contingent monte rapidement quelques canons sur des barges et tente une attaque contre les Amérindiens installés sur Indian Key. Les Amérindiens tirent sur les barges avec l'un des canons du village. Les marins répliquent à leur tour, mais le recul des canons brise leurs barges qui coulent. Ils doivent alors battre en retraite. Les Amérindiens incendient ensuite le village après l'avoir soigneusement pillé.

### Revanche et négociations (fin 1840 - début 1841)

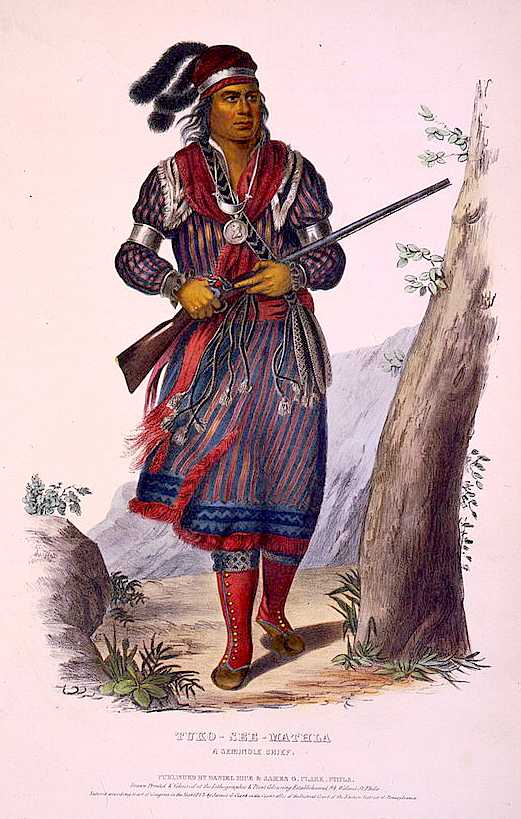
Tuko-See-Mathla, un chef séminole, lithographie de 1843.

En décembre 1840 le colonel Harney obtient finalement sa revanche de l'humiliation subie sur la Caloosahatchee. Il conduit 90 hommes dans les Everglades depuis Fort Dallas sur la rivière Miami, voyageant dans des canoës manœuvrés par des Marines. Ils ont pour guide John, un Noir qui fut pendant longtemps prisonnier des Séminoles. La colonne rencontre des Amérindiens et leur donne la chasse ; en attrapant quelques-uns, ils pendent les hommes. Lorsque John a de la peine à trouver son chemin, Harney tente de forcer les femmes séminoles à les mener vers leur camp, les menaçant à plusieurs reprises de pendre leurs enfants. Cependant, John retrouve son chemin, et la troupe de Harney trouve le camp de Chakaika et les « Indiens espagnols ». Habillés comme des Amérindiens, les soldats s'approchent du camp à l'aurore et l'attaquent par surprise. Chakaika n'est alors pas présent ; lorsqu'il entend la clameur de la bataille il court pour faire face aux soldats en tendant la main en signe de paix, mais il est abattu par l'un des soldats. La lutte est brève, toutefois certains Amérindiens parviennent à s'échapper. Harney fait pendre deux des guerriers capturés ainsi que le corps de Chakaika à leurs côtés. Harney et ses hommes rentrent à Fort Dallas après douze jours dans les Everglades. Ils ont perdu un homme et ont abattu quatre Amérindiens et pendu cinq autres. Le conseil législatif de Floride recommande Harney pour une citation et une épée, il est ensuite rapidement nommé commandant du Second Dragoons.
Armistead a à sa disposition la somme de 55 000 dollars pour soudoyer les chefs en vue de leur reddition. En novembre 1840, il rencontre à Fort King Thlocklo Tustenuggee Tiger Tail (en français : « Queue de Tigre »), un locuteur muskogee, et Halleck Tustenuggee, locuteur mikasuki. Armistead leur offre à chacun 5 000 dollars pour conduire leur tribu vers l'ouest. Après avoir été les invités de l'Armée pendant deux semaines, les deux chefs déclinent cette offre et s'en vont. Echo Emathla, un chef tallahassee, se rend, mais la plupart de ses hommes suivent Tiger Tail. Les Mikasukis, conduits par Coosa Tustenuggee et Halleck Tustenuggee, continuent à opérer dans le nord de la péninsule de Floride. Coosa Tustenuggee accepte finalement les 5 000 dollars pour conduite à l'ouest le 60 hommes et femmes de sa tribu. Des chefs moins importants reçoivent 200 dollars et chaque guerrier en reçoit 30 et un fusil. Coacoochee tire avantage de la volonté d'Armistead de négocier. En mars 1841, il accepte de conduire son peuple à l'ouest dans un délai de deux ou trois mois. Puis il se présente dans plusieurs forts, muni de son laissez-passer fourni par Armistead, et demande de la nourriture et de l'alcool. Lors d'une visite à Fort Pierce, il demande même un cheval pour se rendre à Fort Brooke. Le commandant du fort le lui donne ainsi que plusieurs litres de whisky.
Au printemps 1841, Armistead a envoyé 450 Séminoles à l'ouest, 236 autres sont à Fort Brooke attendant leur transport. Armistead estime que 120 guerriers ont été envoyés dans l'ouest depuis qu'il est aux commandes et que plus de 300 ont quitté la Floride. En mai 1841, Halleck Tustenuggee envoie un message indiquant que lui et ses hommes désirent se rendre.

## Le colonel Worth prend la relève (1841 - 1842)

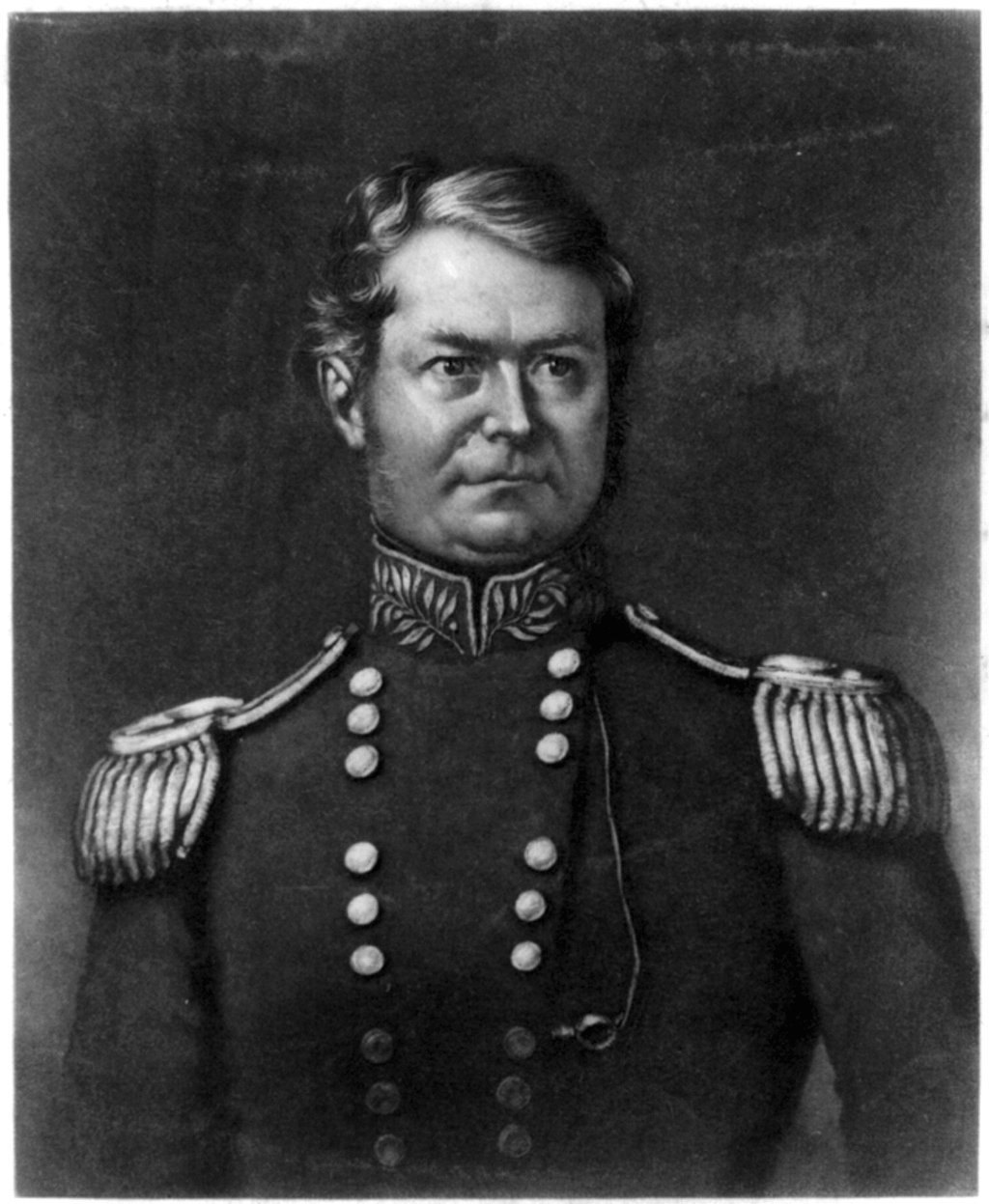
William Jenkins Worth (1794 - 1849), portrait réalisé par John Sartain en 1848.

En mai 1841, Armistead est remplacé par le colonel William Jenkins Worth en tant que commandant des forces armées en Floride. À cause de l'impopularité croissante de la guerre au sein du pays et au Congrès, Worth doit faire des économies. La guerre coûte alors 93 300 dollars par mois en plus de la solde des soldats de l'armée régulière. John T. Sprague, l'aide de camp de Worth, affirme même que certains civils tentent délibérément de prolonger la guerre afin de rester sur la fiche de paie de l'État. Près de mille employés civils sont licenciés, mais on renforce dans le même temps les petits détachements de troupe. Worth lance alors, en été, une opération qui de nos jours serait qualifiée de search and destroy (« recherche et destruction ») au sein de l'armée américaine. Il parvient ainsi à chasser les Séminoles de leur place forte de la Cove of the Withlacoochee et de pratiquement tout le nord de la Floride,.
Le 1er mai 1841, le lieutenant William Tecumseh Sherman reçoit l'ordre d'escorter Coacoochee, à Fort Pierce, pour une entrevue. Après s'être vêtu de son mieux, Coacoochee demande à Sherman de lui échanger un billet de un dollar de la Banque de Tallahassee contre un dollar en argent. Lors de la réunion, le major Thomas Childs accorde trente jours à Coacoochee pour conduire son peuple au fort d'où il sera ensuite transporté à l'ouest. Pendant un mois, les hommes de Coacoochee vont et viennent librement dans et autour du fort. Child pressent que Coachoochee ne tiendra pas parole et reçoit l'autorisation de l'arrêter. Le 4 juin, il se saisit de Coachoochee et de quinze de ses hommes. Le lieutenant-colonel Gates ordonne que lui et ses hommes soient sur-le-champ embarqués pour La Nouvelle-Orléans. Lorsque le colonel Worth l'apprend, il donne l'ordre que le bateau revienne immédiatement à Tampa Bay, car il a l'intention de convaincre Coacoochee de persuader les Séminoles à se rendre.
Le colonel Worth offre 8 000 dollars à Coacoochee pour le convaincre. Comme ce dernier n'a que peu d'espoir de s'échapper, il accepte d'envoyer des messagers convaincre les Séminoles de partir vers l'ouest. Les chefs toujours présents dans le nord de la Floride, Halleck Tustenuggee, Tiger Tail, Nethlockemathla et Octiarche, s'étaient réunis en conseil et avaient décidé d'abattre tout messager venant de la part des blancs. Les chefs du sud avaient eu vent de cette décision et l'approuvaient. Cependant lorsqu'un messager se présente au conseil de Holata Mico, Sam Jones, Otulkethlocko, Hospetarke, Fuse Hadjo et Passacka, il n'est pas tué mais fait prisonnier.
Finalement c'est 211 Séminoles qui se rendent à la suite de l'appel de Coacoochee, dont la plupart font partie de son propre clan. Hospetarke est convié à une rencontre à Camp Ogden (près de l'embouchure de la Peace River) en août et lui-même et 127 de ses hommes sont capturés. Comme le nombre de Séminoles présents en Floride décroit, il devient plus facile aux autres de s'y cacher. En novembre, le 3e d'artillerie se rend dans le marais de Big Cypress et y brûle quelques villages, ce qui convainc quelques Séminoles du sud de se rendre.
Les Séminoles sont toujours dispersés sur la plupart du territoire de Floride. Un groupe réduit à la famine, dans le nord près de l'Apalachicola se rend en 1842. Plus à l'est cependant les groupes conduits par Halpatter Tustenuggee, Halleck Tustenuggee et Chitto Harjo attaquent et pillent Mandarin et d'autres hameaux le long du fleuve Saint Johns. Le 19 avril 1842, une colonne de 200 hommes sous les ordres du premier-lieutenant George A. McCall tombe sur un groupe de guerriers Séminole dans le marais de Pelchikaha, à une cinquantaine de kilomètres de Fort King. Après un court échange de coups de feu, les Séminoles disparaissent dans un hammock. Halleck Tustenuggee est fait prisonnier avec une partie de son groupe alors qu'il se rend à Fort King pour y parlementer, puis le Lieutenant McCall capture le reste de sa troupe dans leur campement.

## Fin du conflit (1842)

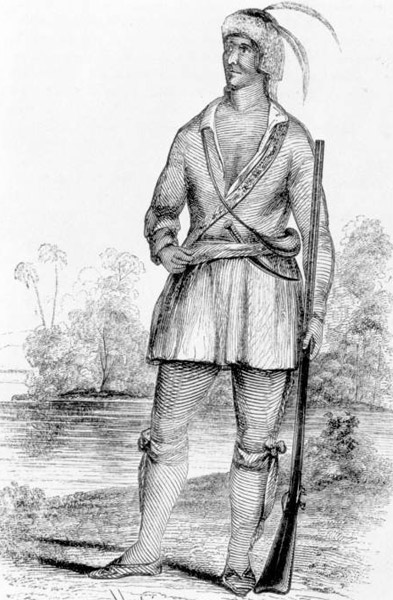
Gravure de 1848 représentant le chef séminole Thlocklo Tustenuggee « Tiger Tail ».

Au début 1842, le colonel Worth recommande que les Séminoles restants dans le sud de la Floride soient laissés en paix. Worth reçoit l'autorisation de les laisser s'installer dans une réserve informelle au sud-ouest de la Floride et de déclarer la fin de la guerre à la date de son choix. À cette époque, il reste encore plusieurs groupes d'Amérindiens en Floride. Billy Bowlegs est le chef du groupe le plus important, vivant près de Charlotte Harbor. Sam Jones est à la tête d'un groupe de Mikasukis qui vit dans les Everglades près de Fort Lauderdale. Au nord du lac Okeechobee se trouve un groupe de Muskogees conduits par Chipco. Un autre groupe de Muskogees, sous les ordres de Tiger Tail, vit près de Tallahassee et dans le nord de la Floride, un groupe de Muskogees, qui avait fui la Géorgie en 1836, conduit par Octiarche.
Fin août 1842, le Congrès vote l'Armed Occupation Act, qui offre gratuitement des propriétés, en Floride, aux colons qui travailleront la terre et seront prêts à se défendre eux-mêmes contre les Amérindiens. Sur de nombreux points, cette loi préfigure le Homestead Act de 1862. Les chefs de famille peuvent revendiquer 160 acres (environ 65 hectares) de terres au sud d'une ligne traversant le nord de la péninsule. Ils doivent appuyer leur revendication en y vivant pendant au moins cinq années et en défrichant un minimum de cinq acres. Cependant, ils ne sont pas autorisés à revendiquer des terres se trouvant à moins de 3 kilomètres d'une installation militaire. Il sera accordé 1 317 concessions, couvrant une superficie de 210 720 acres (environ 853 km2), entre 1842 et 1843.

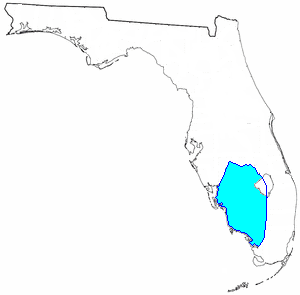
Lorsque la seconde guerre séminole prit fin, les derniers Séminoles vivant en Floride furent autorisés à rester dans une réserve non officielle dans le sud-ouest de la Floride.

En août toujours, Worth rencontre les chefs qui se trouvent encore en Floride. Chaque guerrier se voit offrir un fusil, de l'argent et un an de rations pour partir vers l'ouest. Certains acceptent l'offre, mais la plupart espèrent pouvoir s'installer dans la réserve du sud-ouest de la Floride. Persuadé que les Amérindiens restant en Floride partiront vers l'ouest ou s'installeront dans la réserve, Worth déclare la fin de la guerre le 14 août 1842. Worth prend alors une permission de quatre-vingt-dix jours, laissant le commandement au colonel Josiah Vose. L'armée en Floride est alors composée de détachements appartenant à trois régiments, totalisant 1 890 hommes. Les attaques des colons blancs se poursuivent néanmoins jusqu'aux environs de Tallahassee. Otiarche et Tiger Tail n'ont toujours pas indiqué leurs intentions. Les plaintes provenant de Floride poussent le département de la Guerre à donner l'ordre à Vose de prendre des mesures contre les groupes d'Amérindiens qui ne se sont pas installés dans la réserve. Vose répond qu'une rupture des promesses faites aux Amérindiens ne ferait qu'envenimer les choses et le Département accepte son point de vue. Au début octobre, un violent cyclone frappe Cedar Key, où le quartier général de l'Armée a été installé, incitant les Amérindiens à ne plus se rendre dans la région (au nord de la Floride).
Worth revient en Floride au début novembre 1842. Il décide que Tiger Tail et Otiarche ont pris trop de temps à se décider et ordonne qu'ils soient capturés. Tiger Tail est si malade qu'il doit être emmené sur une civière et meurt à La Nouvelle-Orléans avant d'être conduit en Territoire indien. Les autres Amérindiens du nord de la Floride sont également capturés et déportés à l'ouest. Vers avril 1843, il ne reste plus en Floride qu'un seul régiment, le 8e d'infanterie. En novembre 1843, Worth rapporte qu'il ne reste plus en Floride que 42 guerriers séminoles, 33 Mikasukis, 10 Creeks et 10 Tallahassees, avec femmes et enfants, ce qui fait un total d'environ 300 Amérindiens. Worth indique également qu'ils vivent sur la réserve et ne représentent plus une menace pour la population blanche de Floride.

## Coût de la guerre
L'historien américain, John K. Mahon, cite une estimation du coût de la guerre située entre 30 et 40 millions de dollars, mais ne possède pas d'analyse quant à son coût réel. Le Congrès avait alloué des fonds pour la « cessation des hostilités indiennes » (suppression of Indian hostilities), mais les coûts de la guerre Creek de 1836 y sont inclus. Une enquête a révélé certaines extravagances quant aux coûts des opérations navales. La marine aurait, en effet, dépensé quelque 511 000 dollars pour la guerre. L'enquête a cependant mis en évidence certaines dépenses douteuses. Entre autres, alors que l'Armée avait acheté des pirogues à 10 ou 15 dollars l'unité, la Marine a mis dans sa comptabilité une moyenne de 226 dollars par canot.
Les rapports mentionnent que le total des troupes de l'armée, de la marine et des marines ayant servi pendant la guerre en Floride est de 10 169 hommes auxquels il faut ajouter 30 000 miliciens et volontaires. Les sources s'accordent pour indiquer que l'U.S. Army a enregistré 1 466 morts lors de la seconde guerre séminole, la plupart en raison de maladies. Le nombre de « morts au combat » est moins clair. Les historiens américain Mahon et Missall divergent et estiment respectivement que 328 ou 269 soldats de l'armée régulière sont morts au combat. La moitié pratiquement de ces morts se produisit lors du massacre de Dade, de la bataille du lac Okeechobee et du massacre de Harney. Mahon rapporte 69 morts pour la Navy alors que Missal donne 41 pour la Navy et les Marines, mais ajoute que d'autres sont peut-être morts des suites de leurs blessures après leur retour de Floride.
Mahon et le Florida Board of State Institutions s'accordent sur la mort de 55 officiers volontaires et miliciens, Missall indique que leur nombre est inconnu. Il n'existe pas de chiffres quant au nombre de miliciens et de volontaires morts de maladie ou d'accident. Le nombre de civils blancs et séminoles tués est également incertain. Un journal du nord écrit que plus de quatre-vingt civils ont été tués par les Amérindiens en Floride en 1839. Personne n'a tenu un décompte des Amérindiens tués, ou qui sont morts de faim et d'autres privations causées par la guerre. Les Amérindiens déportés à l'ouest n'ont pas eu beaucoup plus de chance, car sur les 3 824 déportés de 1843, seuls 3 136 étaient encore en vie en 1844. Vers 1962, il n'y avait plus que 2 343 Séminoles en Oklahoma,,,.

## Après guerre
La seconde guerre séminole terminée, la paix est revenue en Floride pour une dizaine d'années. En 1846, le capitaine John T. Sprague est nommé responsable des Affaires indiennes en Floride. Il éprouve de grandes difficultés à réunir les chefs en vue d'un entretien, ceux-ci se méfient de l'Armée et des pièges qu'elle a tendus par le passé sous l'égide d'un drapeau blanc. Les Amérindiens restent la plupart du temps cantonnés dans leur réserve, même si des incidents éclatent occasionnellement. Les autorités de Floride continuent leurs pressions afin que tous les Amérindiens soient évacués de leur État. Les Amérindiens pour leur part évitent tant qu'ils le peuvent les contacts avec les colons, mais au cours du temps les incidents deviennent plus fréquents. Le gouvernement décide alors, à nouveau, de déporter tous les Amérindiens hors de Floride. Il augmente ses pressions sur les Séminoles jusqu'à ce que ceux-ci soient contraints de prendre les armes, en 1855, et entament ce que l'on nommera la troisième guerre séminole.